# 鉄旅・音旅 出発進行! 音で楽しむ鉄道旅
『鉄旅・音旅 出発進行!〜音で楽しむ鉄道旅〜』（てつたび・おとたび・しゅっぱつしんこう!おとでたのしむてつどうたび）はNHKラジオ第1放送で2019年10月5日から2025年3月15日まで放送されていた鉄道エンターテインメント番組。

## 概要
鉄道や旅の魅力を「耳で楽しんでいこう」という鉄道の旅番組。他では流さないようなマニアックな鉄音を放送する。リポーター（トレイントラベラー、トレベラー）が全国各地の鉄道旅（トレベリン）をリポート、鉄道好きのゲストを迎えて鉄道の魅力を語る。
初めての放送は2018年夏の特番。8月8日・9日・10日と3夜連続で放送された『鉄旅・音旅 in Summer!〜音で楽しむ夏の鉄道旅〜』で、NHK編成局長特賞を受賞。
その後2019年冬の特番『鉄旅・音旅 in Winter!〜音で楽しむ冬の鉄道旅〜』（六角精児がゲストMCとして、土屋礼央の代わりに久野知美と登板）、2019年夏の特番『鉄旅・音旅 in Summer!〜音で楽しむ夏の鉄道旅〜』、3期6回の特番を経て、2019年10月5日からレギュラー番組がスタートした。
レギュラー開始当初MCは土屋礼央、久野知美、野月貴弘（特番時代はゲスト出演）の【3両編成】であったが、放送開始から2020年3月7日までは土屋が生放送で登場するのは月1回で「貴重なてつおと発掘隊」のコーナーを担当し（生登場以外の週は収録）、生登場週以外は久野と野月の“2両編成”で放送していた。
2020年3月30日から放送時間もダイヤ改正し、「貴重なてつおと発掘隊」のコーナーは野月に引き継がれる。土屋と久野の“2両編成”でのレギュラー放送となるが、新型コロナウイルス感染予防対策のため、傑作選のアンコール放送や、久野と野月は生出演せずスタジオでの進行フォローに比田美仁（NHKアナウンサー）を迎えて土屋のリモート出演を交えての生放送を行っていた。同年6月以降はスタジオゲストは迎えておらず、「最新てつおとニュース」「日本全国27000kmをつなごう!」の2コーナーが新たに始まる。同年8月3日には土屋と野月がスタジオ、久野がリモート（NHK内の別スタジオ）での【3両編成】での生放送を再開。その後、久野がスタジオ、野月がリモートに入れ替わった。一時的に3人が同じスタジオに揃う回もあるが、コロナ感染の拡大状況により野月がリモートに戻っていた。
2021年1月18日の放送でレギュラー放送開始から50回目の放送を迎え、2月8日から新コーナー「僕の私のてつおとセレクション」がスタートした。
2021年4月2日より毎週金曜日 20:05 - 20:55の放送枠へダイヤ改正した。6月18日からは新シリーズ「お散歩てつおと」がスタートし、電車には乗らずに沿線を歩きながら鉄道の音や沿線の魅力を届ける。
2022年4月9日より毎週土曜日 10:05 - 10:55にダイヤ改正するとともに、久野のレギュラー出演を卒業し、代わって瀧野由美子がレギュラーとなる。テーマ曲もリニューアルし、当面の間収録放送となることが発表された。また出演者3人が同じスタジオに戻った。
日本初の鉄道開業から150周年を迎える2022年10月14日に向けて、2021年10月から放送内で時折カウントダウンをしていた。2022年4月からは「トレニアムカウントダウン」と称し、同年10月8日放送回まで毎週土屋のカウントダウンを受けて野月が「あと◯日」の数字にちなんだ鉄道に関連する豆知識を紹介していた。
2022年4月30日から「瀧野由美子の鉄道の素朴な疑問を解決しようのコーナー」が新たに加わる。もっと鉄道に詳しくなりたい瀧野から野月と土屋にいろいろな疑問を投げかけてみようというコーナーで、初回は「新幹線に600系がないの、なんでだろう?」の疑問に二人が答えた。
番組の最後は瀧野のエアトレインで締めくくっており、月替わりで野月から伝授されている。
同局で放送している『らじるラボ』内の「てつおとネットワーク」（2021年9月までは「てつおとラボ」）のコーナーと連動しており、野月が担当していた。
2024年4月6日放送回よりオープニング曲・エンディング曲と番組ロゴをリニューアルした。
放送中は鉄道模型が趣味のスタッフがNHKラジオの公式Twitterでスタジオの様子や旅の写真などを更新している。2022年春からディレクターに昇進し、新たにスタートしたNHKが運営する鉄道関連のTwitterアカウント、NHK鉄道研究会 を放送とリアルタイムで更新している。
放送後は『NHKネットラジオ らじる★らじる』の聴き逃し配信サービスで一週間配信され、期間内は何度でも聴くことができるほか、NHKラジオのWEBマガジン『読むらじる。』では過去の放送が写真と文章でまとめられている。
また、2023年7月より『NHKラーニング』にて、過去の放送回より一部を再構成し配信されている。
2025年3月1日の放送で47都道府県のトレベリンと「日本の東西南北最果ての駅に降りてみる」という番組ミッションを達成。最終回を迎えた同年3月15日のダイヤ改正で新たに日本最東端の駅となった根室駅を響丈が訪れ生中継した。
2025年3月15日をもって定期運転（レギュラー放送）を終了した。レギュラー終了後、2025年度は5月6日と8月11日に大型連休の臨時便（特番）が放送された。

## 放送時間
- 毎週土曜日 16:05 - 16:55[注 13]（2019年10月5日 - 2020年3月7日）
- 毎週月曜日 20:05 - 20:55[注 14]（2020年3月30日 - 2021年3月15日）
- 毎週金曜日 20:05 - 20:55[注 15]（2021年4月2日 - 2022年4月1日）
- 毎週土曜日 10:05 - 10:55（2022年4月9日 - 2025年3月15日）

### タイムテーブル
- 10:05 - オープニング
- 10:06頃 - 前編
- 10:28頃 - 後編
- 10:45頃 - 貴重なてつおと発掘隊
- 10:50頃 - エンディング

### ウヤ[注 16]
| 2019年                                                                                     | 2019年 | 2019年 | 2019年 | 2019年 | 2019年 | 2019年 |
| ------------------------------------------------------------------------------------------ | ------ | ------ | ------ | ------ | ------ | ------ |
| 10月12日、11月16日・23日、12月21日                                                         |        |        |        |        |        |        |
| 2020年                                                                                     |        |        |        |        |        |        |
| 1月4日、1月18日・25日、3月14日、3月21日、3月28日、5月4日、5月25日、8月10日・17日、12月28日 |        |        |        |        |        |        |
| 2021年                                                                                     |        |        |        |        |        |        |
| 3月22日、4月23日、5月14日、5月28日、7月23日 - 9月3日、11月12日、12月31日                   |        |        |        |        |        |        |
| 2022年                                                                                     |        |        |        |        |        |        |
| 2月11日、3月25日、8月6日・13日・20日、12月31日                                             |        |        |        |        |        |        |
| 2023年                                                                                     |        |        |        |        |        |        |
| 3月18日・3月25日、8月5日・12日・19日、11月18日・12月30日                                   |        |        |        |        |        |        |
| 2024年                                                                                     |        |        |        |        |        |        |
| 8月10日・17日・12月7日・12月28日                                                           |        |        |        |        |        |        |
| 2025年                                                                                     |        |        |        |        |        |        |
| 1月4日                                                                                     |        |        |        |        |        |        |

## 出演

### パーソナリティ
- 土屋礼央（RAG FAIR・TTRE・ズボンドズボン、2019年10月5日 - 2025年3月15日）
- 瀧野由美子（初回出演時から2023年11月まではSTU48に所属[10]、2022年4月9日 - 2025年3月15日）
- 野月貴弘（SUPER BELL"Z 車掌DJ、2019年10月5日 - 2025年3月15日）

#### 過去のパーソナリティ
- 久野知美（女子鉄アナウンサー、2019年10月5日 - 2022年4月1日[注 39]）

代理パーソナリティ
- 堂込聖美（2019年10月26日、久野の代理）
- 南田裕介（2019年10月26日、久野の代理、担当マネージャー）
- 豊岡真澄（2022年5月14日・7月16日、2024年5月25日・6月1日・11月30日・12月21日、瀧野の代理 ／ 2023年7月29日、野月の代理）
- 吉川正洋（2024年9月14日、土屋の代理）
- 小田井涼平（2024年10月14日、土屋の代理）
- 響丈（2024年11月9日、瀧野の代理）

特番MC
- 六角精児（2019年1月2日・3日[注 40]）

進行フォロー
- 比田美仁（NHKアナウンサー、2020年6月1日 - 2020年6月29日・2020年7月13日 - 2020年7月27日）

### 準レギュラー
- 徳永ゆうき（撮り鉄・演歌歌手、2020年8月31日 - 2025年3月15日）[注 41]
- 豊岡真澄（鉄道文化人・親子鉄、2023年5月20日 - 2025年3月15日）[注 42]

## テーマ曲

### オープニングテーマ
- SUPER BELL"Z 「MOTER MAN Green-signal」（2019年10月5日 - 2022年4月1日）
- SUPER BELL"Z「MOTER MAN Green-signal Super」（Remix ver. 2022年4月9日 - 2024年3月30日）
- SUPER BELL"Z「MOTER MAN Green-signal」（Renewal ver. 2024年4月6日 - 2025年3月15日）

### エンディングテーマ
- オオゼキタク「ヴィンテージ」（2019年10月5日 - 2022年4月1日）
- オオゼキタク「花火」（2022年4月9日 - 2024年3月30日）
- オオゼキタク「Train Club Band」（2024年4月6日 - 2025年3月15日）

## 放送内容

### 2019年
|   | 放送日         | ゲスト                                        | トレベラー | トレベリン                                                |
| - | -------------- | --------------------------------------------- | ---------- | --------------------------------------------------------- |
| 1 | 2019年10月5日  | 廣田あいか                                    | 廣田あいか | 西武鉄道の新旧の特急車両に乗車                            |
| 2 | 2019年10月19日 | オオゼキタク                                  | 豊岡真澄   | 日南線「海幸山幸」の旅                                    |
| 3 | 2019年10月26日 | 西村和彦                                      | 久野知美   | 近鉄 観光列車「青の交響曲」に乗車                         |
| 4 | 2019年11月2日  | 豊岡真澄                                      | 豊岡真澄   | 南阿蘇鉄道「トロッコ列車」の旅                            |
| 5 | 2019年11月9日  | 小倉沙耶                                      | 小倉沙耶   | 岐阜県の絶景路線 明知鉄道「きのこ列車」の旅               |
| 6 | 2019年11月30日 | 吉川正洋、響丈                                | 吉川正洋   | JR東日本と乗り入れ開始の相鉄12000系試運転列車乗車レポート |
| 7 | 2019年12月7日  | 上野耕平                                      | 徳永ゆうき | 冬の名物 津軽鉄道でほっりこり旅                           |
| 8 | 2019年12月14日 | 伊藤桃                                        | 伊藤桃     | しなの鉄道の観光列車「ろくもん」に乗車                    |
| 9 | 2019年12月28日 | 村井美樹、徳永ゆうき、上野耕平 佐藤卓夫、響丈 | 野月貴弘   | 新型新幹線N700S試乗リポート、リニア新幹線の音             |

### 2020年
|    | 放送日        | ゲスト                              | トレベラー             | トレベリン                                                                                      |
| -- | ------------- | ----------------------------------- | ---------------------- | ----------------------------------------------------------------------------------------------- |
| 10 | 2020年1月11日 | なし                                | 特別編成で放送         | 貴重なてつおと発掘隊スペシャル                                                                  |
| 11 | 2020年2月1日  | 伊藤桃                              | 伊藤桃                 | えちごトキめき鉄道「雪月花」に乗車                                                              |
| 12 | 2020年2月8日  | 豊岡真澄                            | 豊岡真澄               | JR九州「SL人吉」に乗車                                                                          |
| 13 | 2020年2月15日 | 中井精也 、響丈                     | 響丈                   | 宗谷本線でラッセル車に出会い稚内を目指す旅                                                      |
| 14 | 2020年2月22日 | 上野耕平                            | 上野耕平               | 伊豆急行線でいろんな車両の音を聴きまくりの旅                                                    |
| 15 | 2020年2月29日 | 堂込聖美、オオゼキタク              | 堂込聖美、オオゼキタク | 上毛電鉄の旅                                                                                    |
| 16 | 2020年3月7日  | 藤富郷                              | 藤富郷                 | 京成電鉄で鉄萌えを探す旅                                                                        |
| 17 | 2020年3月17日 | 川村エミコ、徳永ゆうき そのこ、響丈 | 野月貴弘 久野知美      | 近鉄の新型特急「ひのとり」を堪能（野月） 東武アーバンパークライン急行一番列車に乗り初め（久野） |
| 18 | 2020年3月30日 | なし                                | 徳永ゆうき             | 寝台特急「サンライズエクスプレス」の旅（前編）                                                  |
| 19 | 2020年4月6日  | 徳永ゆうき                          | 徳永ゆうき             | 寝台特急「サンライズエクスプレス」の旅（後編）                                                  |

2020年4月13日から5月18日まで、新型コロナウイルス感染防止のため、アンコール放送でてつおと傑作選を放送した。
- 2020年4月13日（傑作選 2020年3月7日放送回）
- 2020年4月20日（傑作選 2020年2月22日放送回）
- 2020年4月27日（傑作選 2020年2月8日放送回）
- 2020年5月11日（傑作選 2020年2月1日放送回）
- 2020年5月18日（傑作選 2020年2月29日放送回）

2020年6月1日以降はスタジオゲストの出演を休止している。
新型コロナウイルス感染予防対策をしながらリモート出演を交えてさまざまな形式で放送していたが、8月31日以降は土屋と久野がスタジオ、野月がリモート出演での生放送が定着。11月9日以降は野月も別スタジオから生放送した。
|    | 放送日         | 放送内容                                                                                 | トレベラー                             | トレベリン |
| -- | -------------- | ---------------------------------------------------------------------------------------- | -------------------------------------- | --- |
| 20 | 2020年6月1日   | レギュラー放送                                                                           | 久野知美 徳永ゆうき                    | 近鉄鮮魚列車の回送に乗車（久野） 伊豆箱根鉄道 駿豆線（徳永） |
| 21 | 2020年6月8日   | レギュラー放送                                                                           | 徳永ゆうき                             | 一畑電車の旅（前編） |
| 22 | 2020年6月15日  | レギュラー放送                                                                           | 徳永ゆうき                             | 一畑電車の旅（後編） |
| 23 | 2020年6月22日  | レギュラー放送                                                                           | 響丈 オオゼキタク、堂込聖美 徳永ゆうき | 高松琴平電気鉄道の3000形（響） 上毛電気鉄道デハ100型（オオゼキタク・堂込） 一畑電車デハニ50形体験運転（徳永）                                                                                     |
| 24 | 2020年6月29日  | レギュラー放送                                                                           | 響丈                                   | 四国の旅 未公開音源 |
| 25 | 2020年7月6日   | レギュラー放送                                                                           | 野月貴弘                               | 東海道・山陽新幹線 新型N700S メディア向け試乗会リポート |
| 26 | 2020年7月13日  | レギュラー放送                                                                           | 野月貴弘                               | サイクリング専用列車「B.B.BASE」の旅（前編） |
| 27 | 2020年7月20日  | レギュラー放送                                                                           | 野月貴弘                               | サイクリング専用列車「B.B.BASE」の旅（後編） |
| 28 | 2020年7月27日  | レギュラー放送                                                                           | 野月貴弘                               | 箱根登山鉄道、運転再開前の試運転に乗車（前編） |
| 29 | 2020年8月3日   | レギュラー放送                                                                           | 野月貴弘                               | 箱根登山鉄道、運転再開前の試運転に乗車（後編） |
| 30 | 2020年8月24日  | 〈夏のスペシャル企画〉 もう一度聴いてみたい! てつおとベストセレクション!（前編）         | 野月セレクト 土屋セレクト              | リニアモーターカーのスピードに驚いた瞬間 箱根登山鉄道トレベリン番外編 柘植駅にDLとSLがプッシュプルでやってきた貨物列車の音（1972年）                                                              |
| 31 | 2020年8月31日  | もう一度聴いてみたい! てつおとベストセレクション!（後編） “準レギュラー”徳永ゆうきが出演 | 久野セレクト 徳永セレクト              | 今はなき近鉄の鮮魚行商専用列車に体験乗車 伊豆箱根鉄道 大場工場にて、ED31形電気機関車の立ち上げ音 伊豆箱根鉄道 大場工場にて、ホキ車にバラストを投げ入れる音                                        |
| 32 | 2020年9月7日   | 野月、久野、南田裕介がプライベートで 収録した鉄音を大公開                                | 野月セレクト 南田セレクト 久野セレクト | 和歌山県を走る紀州鉄道の二軸レールバス・キテツ1形の（2008年7月7日） 北越急行ほくほく線を高速で通過する特急「はくたか」号の音 スイスの山岳氷河地帯を走る氷河急行「グレッシャー・エクスプレス」の音 |
| 33 | 2020年9月14日  | 時空を超えたブルートレイン「さくら」の旅                                                 | 土屋・久野 野月・徳永                  | 1979年の音源にのせて擬似乗車旅をストーリー仕立てで放送 |
| 34 | 2020年9月21日  | 昭和生まれのオールドトレイン特集                                                         | 特別編成で放送                         | 昭和生まれの「電車」や「気動車」の音、車両音のMIX、 前週の「さくら」号の未公開音源も放送 |
| 35 | 2020年9月28日  | レギュラー放送                                                                           | 徳永ゆうき                             | 湘南モノレールの旅（前編） |
| 36 | 2020年10月5日  | レギュラー放送                                                                           | 徳永ゆうき                             | 湘南モノレールの旅（後編） |
| 37 | 2020年10月12日 | 鉄道の日・2日前スペシャル                                                                | 特別編成で放送                         | 鉄道マンが録ってくれた貴重なてつおと東西聴き比べ 工業デザイナー水戸岡鋭治の独占コメントも放送 |
| 38 | 2020年10月19日 | レギュラー放送                                                                           | 徳永ゆうき                             | 「THライナー」の旅（前編） |
| 39 | 2020年10月26日 | レギュラー放送                                                                           | 徳永ゆうき                             | 「THライナー」の旅（後編） |
| 40 | 2020年11月2日  | 『音の風景』とのコラボ企画                                                               | 久野セレクト 土屋セレクト              | 東京貨物ターミナルの音（『音の風景』2008年8月放送より） 黒部専用鉄道・上部軌道線の音（『音の風景』1986年7月放送より）                                                                             |
| 41 | 2020年11月9日  | レギュラー放送                                                                           | 野月貴弘                               | 小湊鐵道の旅（前編） |
| 42 | 2020年11月16日 | レギュラー放送                                                                           | 野月貴弘                               | 小湊鐵道の旅（後編） |
| 43 | 2020年11月23日 | レギュラー放送                                                                           | 野月貴弘                               | 最新リニア新幹線車両で時速500キロの旅 |
| 44 | 2020年11月30日 | レギュラー放送                                                                           | 野月貴弘                               | いすみ鉄道の旅（前編） |
| 45 | 2020年12月7日  | レギュラー放送                                                                           | 野月貴弘                               | いすみ鉄道の旅（後編） |
| 46 | 2020年12月14日 | レギュラー放送                                                                           | 土屋礼央                               | 都電荒川線・東京さくらトラムの旅（前編） |
| 47 | 2020年12月21日 | レギュラー放送                                                                           | 土屋礼央                               | 都電荒川線・東京さくらトラムの旅（後編） |

### 2021年
|    | 放送日        | 放送内容                           | トレベラー     | トレベリン                                                 |
| -- | ------------- | ---------------------------------- | -------------- | ---------------------------------------------------------- |
| 48 | 2021年1月4日  | てつおと東西南北・最果てトレベリン | 特別編成で放送 | これまでのトレベリンの中で東西南北一番遠い場所を振り返った |
| 49 | 2021年1月11日 | レギュラー放送                     | 藤富郷         | たった1駅で終点に着いてしまう3路線の旅                     |
| 50 | 2021年1月18日 | レギュラー放送                     | 響丈           | 銚子電気鉄道のんびり旅（前編）                             |
| 51 | 2021年1月25日 | レギュラー放送                     | 響丈           | 銚子電気鉄道のんびり旅（後編）                             |

2021年2月1日からトレベリンのコーナーを休止し、2月8日から新コーナー「僕の私のてつおとセレクション」をスタート。2021年6月18日からは、電車には乗らずに沿線を歩きながら鉄道の音や沿線の魅力を届ける新シリーズ「お散歩てつおと」がスタートした。
|       | 放送日                       | 放送内容                                                                            | 備考 |
| ----- | ---------------------------- | ----------------------------------------------------------------------------------- | --- |
| 52    | 2021年2月1日                 | 貴重なてつおと発掘隊スペシャル 第1回謎解きてつおと発掘隊                            | 録音時の情報が詳しく残っていない音源を集め、いつ頃どんな状況で録音されたかを音から推理した |
| 53    | 2021年2月8日                 | 謎解きてつおと発掘隊 解答編                                                         | 僕の私のてつおとセレクション #1 徳永ゆうき |
| 54    | 2021年2月15日                | レギュラー放送                                                                      | 僕の私のてつおとセレクション #2 瀧野由美子 |
| 55    | 2021年2月22日                | レギュラー放送                                                                      | 僕の私のてつおとセレクション #3 上野耕平・市川紗椰 |
| 56    | 2021年3月1日                 | レギュラー放送                                                                      | 僕の私のてつおとセレクション #4 近畿日本鉄道 福原稔浩 |
| 57    | 2021年3月8日                 | 東日本大震災10年特集 石油輸送1000キロ 前例なき緊急貨物列車を走らせた鉄道マンたち    | 前例のないルートで輸送を実現させた鉄道マン達の挑戦を、インタビューや当時の音声を交えて放送 NHK東日本大震災プロジェクトの一環として放送された                                                           |
| 58    | 2021年3月15日                | 夜汽車にまつわる音                                                                  | 「お散歩てつおと」として、野月のお散歩コースで収録した鉄音を放送した |
| 59    | 2021年4月2日                 | 時空を超えたブルートレイン「北斗星」の旅                                            | 時空を超えたブルートレインの旅 第2弾 1999年10月に録音された「北斗星」4号、札幌発上野行きの音源にのせて擬似乗車旅をストーリー仕立てで放送した                                                           |
| 60    | 2021年4月9日                 | JR水郡線・上田電鉄別所線 全線復旧スペシャル                                         | 2019年10月に発生した台風19号の被害により運休していた両路線の、運転再開初日の鉄音を放送した |
| 61    | 2021年4月16日                | レギュラー放送                                                                      | 僕の私のてつおとセレクション #5 スギテツ |
| 62    | 2021年4月30日                | 特番時代のトレベリンを楽しもう!#1                                                   | 豊岡真澄 青函トンネルへの旅（2018年8月9日放送）・響丈 大井川鐵道の旅（2018年8月10日放送） |
| 63    | 2021年5月7日                 | 特番時代のトレベリンを楽しもう!#2                                                   | 伊藤桃 富山地方鉄道の旅（2019年1月2日放送）・徳永ゆうき 伊豆箱根鉄道の旅（2019年8月13日放送） |
| 64    | 2021年5月21日                | レギュラー放送                                                                      | 僕の私のてつおとセレクション #6 南海電気鉄道 山登孝昭 |
| 65    | 2021年6月4日                 | レギュラー放送                                                                      | 僕の私のてつおとセレクション #7 吉川正洋 |
| 66    | 2021年6月11日                | レギュラー放送                                                                      | 僕の私のてつおとセレクション #8 近田雄一 |
| 67    | 2021年6月18日                | レギュラー放送                                                                      | お散歩てつおと 東急世田谷線 レオ散歩（前編） |
| 68    | 2021年6月25日                | レギュラー放送                                                                      | お散歩てつおと 東急世田谷線 レオ散歩（後編） |
| 69    | 2021年7月2日                 | レギュラー放送                                                                      | 僕の私のてつおとセレクション #9 大井川鐵道 山本豊福 |
| 70    | 2021年7月9日                 | レギュラー放送                                                                      | お散歩てつおと 東京の鉄道スポットめぐり ブラゆうき（前編） |
| 71    | 2021年7月16日                | レギュラー放送                                                                      | お散歩てつおと 東京の鉄道スポットめぐり ブラゆうき（後編） |
| 72    | 2021年9月10日                | ビューン!と走る阪神電車                                                             | 武庫川線の音、武庫川団地前駅前にある自動販売機の音（収録・コーナー進行：阪神電気鉄道 広報担当 飯塚研一） ジェットカーの音の聴き比べ 、阪神なんば線が淀川鉄橋を渡る音（収録・コーナー進行：徳永ゆうき） |
| 73    | 2021年9月17日                | 京阪電車は はんなりおけいはん                                                       | 京阪電車のさまざまな鉄音を放送した |
| 74    | 2021年9月24日                | レギュラー放送                                                                      | 僕の私のてつおとセレクション #10 伊藤壮吾 |
| 75    | 2021年10月1日                | 東海道新幹線バースデー 新幹線スペシャル                                             | 東海道新幹線開業57周年を迎えた今日、開業当時の鉄音や開業一番列車の運転士へのインタビューを放送した |
| 76 77 | 2021年10月8日 2021年10月15日 | 日本の鉄道の歴史を学ぶスペシャル!（前編） 日本の鉄道の歴史を学ぶスペシャル!（後編） | 野月が鉄道博物館にトレベリン。2週にわたり鉄道博物館学芸員 香月良太さんにお話を伺いながら、 日本の鉄道の歴史や鉄道博物館所蔵の貴重な鉄音を放送した                                                      |
| 78    | 2021年10月22日               | 徳永ゆうき 大阪ひとり鉄                                                             | 徳永の持ち込み企画。自ら録音した大阪の鉄道の音や、 「徳永ゆうき 大阪環状線一周ひとり紅白歌合戦」と題してご当地駅メロを聴きながら徳永が歌う企画を放送した                                               |
| 79    | 2021年10月29日               | レギュラー放送                                                                      | 僕の私のてつおとセレクション #11 石丸謙二郎 |
| 80    | 2021年11月5日                | 鉄道の街・大分県玖珠町トレベリン                                                    | 同年10月30日に大分県玖珠町で行われた公開収録の模様を放送した |
| 81    | 2021年11月19日               | くま川鉄道トレベリン                                                                | 鉄道大好きフリーアナウンサーの田代剛を迎えて、同年10月30日に大分県玖珠町で行われた公開収録の模様を放送した                                                                                             |
| 82    | 2021年11月26日               | レギュラー放送                                                                      | 野月が秩父鉄道「SLパレオエクスプレス」でトレベリン（前編） |
| 83    | 2021年12月3日                | レギュラー放送                                                                      | 野月が秩父鉄道「SLパレオエクスプレス」でトレベリン（後編） |
| 84    | 2021年12月10日               | 特急「ゆふいんの森」に乗って豊後森に行ってみた                                      | 大分県玖珠町で行われた公開収録前日のMC3人でのトレベリンを放送した |
| 85    | 2021年12月17日               | レギュラー放送                                                                      | 徳永ゆうきが石油タンク貨車タキの知られざる車両基地に潜入トレベリン（前編） |
| 86    | 2021年12月24日               | レギュラー放送                                                                      | 徳永ゆうきが石油タンク貨車タキの知られざる車両基地に潜入トレベリン（後編） |

### 2022年
|         | 放送日                        | 放送内容                                 | トレベラー                | トレベリン                                                                                                | 備考 |
| ------- | ----------------------------- | ---------------------------------------- | ------------------------- | --- | --- |
| 87      | 2022年1月1日                  | 日本の鉄道150年新春鉄はじめ              | 瀧野由美子 吉川正洋       | 広島電鉄貸切トレベリン 横浜 お散歩てつおと                                                                | スタジオに準レギュラー 徳永ゆうきを迎えて増結4両編成で新春臨時運転3時間SPを放送 「鉄道好きスターが語る 新春鉄はじめ!」として、六角精児、石川さゆり、岡安章介からコメントが寄せられた 番組終盤で響丈がスタジオに登場し「初日の出を拝む架空の観光列車」の架空の車内アナウンスを銚子電鉄の走行音にのせて放送した |
| 88      | 2022年1月7日                  | レギュラー放送                           | 福原稔浩                  | 阿佐海岸鉄道世界初の乗り物DMV初体験                                                                       | 2021年12月14日に行われたメディア向け試乗会での鉄音をリポートした |
| 89      | 2022年1月14日                 | レギュラー放送                           | -                         | - | 僕の私のてつおとセレクション #12 岡安章介 |
| 90 91   | 2022年1月21日 2022年1月28日   | レギュラー放送                           | 村井美樹                  | 鎌倉 江ノ電の13音（前編） 鎌倉 江ノ電の13音（後編）                                                       | 大河ドラマ『鎌倉殿の13人』にちなんで、江ノ電にまつわる13の音をトレベリン |
| 92      | 2022年2月4日                  | 冬の祭典!てつおと競技別選手権            | -                         | 過去の放送回のトレベリンから一部放送                                                                      | 放送直後に生中継された北京冬季オリンピック開会式と連動した、鉄道でウインタースポーツを盛り上げる特別企画 音やスタイルが冬の競技に似ているてつおとの選手団から各部門の金メダルを決定した |
| 93 94   | 2022年2月18日 2022年2月25日   | レギュラー放送                           | 藤富郷                    | 流鉄流山線ひと駅ずつの旅（前編） 流鉄流山線ひと駅ずつの旅（後編）                                         | 全長5.7km6駅の流鉄流山線をひと駅ずつ乗り降りしながらトレベリン |
| 95      | 2022年3月4日                  | レギュラー放送                           | -                         | - | 僕の私のてつおとセレクション #13 オオゼキタク |
| 96 97   | 2022年3月11日 2022年3月18日   | レギュラー放送                           | 野月貴弘                  | 三陸鉄道リアス線163km全線走破トレベリン（前編） 三陸鉄道リアス線163km全線走破トレベリン（後編）           | 東日本大震災から11年を迎えた岩手県三陸鉄道を全線完乗 三陸鉄道運行本部長 金野淳一さんのプロデュースによるトレベリンで、中継を繋いで話を聴いた |
| 98      | 2022年4月1日                  | レギュラー放送                           | 土屋・久野・野月          | MC3人 ほっこりん トレベリン!                                                                              | 土屋と久野には行き先を知らせずに野月がプロデュースしたミステリートレベリン 東武特急スペーシアけごんの個室で2年半の思い出を振り返るトークも放送された。久野のMCラストランとなった |
| 99 100  | 2022年4月9日 2022年4月16日    | レギュラー放送                           | 山本志保・響丈            | 山カフェ連結 高尾山トレベリン（前編） 山カフェ連結 高尾山トレベリン（後編）                               | 前番組『石丸謙二郎の山カフェ』との連結企画。京王線「Mt.TAKAO」号に乗って高尾山を山登りをするトレベリン 2022年4月9日放送回よりMCに瀧野由美子が増結し、テーマ曲もリニューアルした |
| 101 102 | 2022年4月22日 2022年4月30日   | レギュラー放送                           | 瀧野由美子                | 房総半島ぐるっとトレベリン（前編） 房総半島ぐるっとトレベリン（後編）                                     | 千葉駅からスタートして房総半島を一周するトレベリン |
| 103 104 | 2022年5月7日 2022年5月14日    | レギュラー放送                           | 野月貴弘                  | 近鉄特急乗り比べトレベリン（前編） 近鉄特急乗り比べトレベリン（後編）                                     | 観光特急「しまかぜ」、「伊勢志摩ライナー」、名阪特急「ひのとり」に乗車 福原稔浩による、最新観光特急「あをによし」の試乗会乗車レポートも放送された |
| 105 106 | 2022年5月21日 2022年5月28日   | レギュラー放送                           | オオゼキタク              | 北海道函館本線 通称「山線」トレベリン 北海道の鉄道の歴史をトレベリン                                      | 山線沿線の廃線跡を巡りながらのトレベリン。番組エンディング曲「花火」の制作秘話も語られた 手宮線の廃線跡・小樽市総合博物館で“過去”、札幌駅で“未来”、白石駅で“現在”の鉄音をトレベリンした |
| 107     | 2022年6月4日                  | レギュラー放送                           | 吉川正洋                  | 150年前の鉄道開業の面影を探すトレベリン                                                                   | 鉄道の父 井上勝の足跡を辿りながら新橋駅周辺をトレベリンし、日本の鉄道の歴史を探訪した |
| 108 109 | 2022年6月11日 2022年6月18日   | 公録放送                                 | 兵頭葵・野月貴弘 野月貴弘 | JR予土線 しまんトロッコ号のトレベリン 愛媛のおもしろ鉄道めぐり                                            | 同年6月4日に愛媛県宇和島市で行われた公開収録の模様を放送。後編ではゲストにNHK松山放送局の後藤茂文記者を迎え、 きっぷ鉄の後藤記者による珍しい切符の紹介や、野月による愛媛のエアトレイン大会も放送された |
| 110 111 | 2022年6月25日 2022年7月2日    | レギュラー放送                           | 安田美沙子                | 長良川鉄道 清流の〜んびりトレベリン（前編） 長良川鉄道 清流の〜んびりトレベリン（後編）                   | 「ゆら〜り眺めて清流列車」に乗車 長良川鉄道運輸部 林克彦さんの案内でトレベリンした |
| 112     | 2022年7月9日                  | てつおと山カフェ連結 立山黒部へ出発進行! | 石丸謙二郎 村井美樹       | 山カフェ連結 立山黒部アルペントレベリン                                                                   | 前番組『石丸謙二郎の山カフェ』との連結企画。石丸謙二郎と山本志保をゲストに迎えて生放送した 「山カフェ」では上りルート、「てつおと」では下りルートのトレベリンを放送した |
| 113 114 | 2022年7月16日 2022年7月23日   | レギュラー放送                           | 豊岡真澄                  | 東北新幹線開業40周年トレベリン（前編） 東北新幹線開業40周年トレベリン（後編）                             | 2022年7月2日に復活運行した「新幹線リレー号」「東北新幹線開業40周年記念号」に乗車 |
| 115     | 2022年7月30日                 | レギュラー放送                           | 杉浦哲郎                  | HC85系 特急「ひだ」トレベリン                                                                             | 『新型車両HC85系 特急ひだ1号 出発式』に参加後、キハ85系とHC85系の特急「ひだ」に乗車 |
| 116     | 2022年8月27日                 | レギュラー放送                           | 瀧野由美子 峯吉愛梨沙     | 広島電鉄の被爆電車から平和を願うトレベリン                                                                | 千田車庫で広島電鉄広報の谷田一晃さんから被爆電車にまつわる話を伺い、 被爆体験伝承者の細光規江さんと被爆電車651号に乗車しながら戦時下の広島の話を聞いた |
| 117     | 2022年9月3日                  | レギュラー放送                           | 吉川正洋 福原トシヒロ     | 関西の鉄道三都ヒストリー・京都編                                                                          | 東京出身の吉川を関西の鉄道タレントがエスコートしながら関西の鉄道の歴史を紐解くトレベリンを3週連続放送 京都編では京都鉄道博物館、梅小路公園、澱川橋梁を巡り、京都の鉄道の歴史を学んだ |
| 118     | 2022年9月10日                 | レギュラー放送                           | 吉川正洋 小倉沙耶         | 関西の鉄道三都ヒストリー・神戸編                                                                          | 前週に続き、東京出身の吉川を関西の鉄道タレントがエスコートしながら関西の鉄道の歴史を紐解くトレベリン 2週目の神戸編では神戸駅、石屋川トンネルを巡り、兵庫駅から和田岬線沿線を歩いて「お散歩てつおと」した |
| 119     | 2022年9月17日                 | レギュラー放送                           | 吉川正洋 斉藤雪乃         | 関西の鉄道三都ヒストリー・大阪編                                                                          | 東京出身の吉川を関西の鉄道タレントがエスコートしながら関西の鉄道の歴史を紐解くトレベリンシリーズ最終回 3週目の大阪編は、助っ人トレベラー前阪恵造さんの案内で鉄道遺構を巡った後モ161形に乗車、最後に梅田スカイビルを訪れた                                                                                     |
| 120     | 2022年9月24日                 | 2企画併結運転                            | 野月貴弘                  | 東武特急350型 廃車回送トレベリン                                                                          | 解体場に向かう廃車回送列車に乗車。「本当のラストラン」に同行したトレベリンと併結し、 放送同日に誕生日を迎えた瀧野のバースデー企画として、リクエストが寄せられたエアトレインにチャレンジした |
| 121     | 2022年10月1日                 | 鉄道150周年トレニアム月間                | 南美希子 土屋・瀧野・野月 | 旧万世橋駅 鉄道遺構                                                                                       | ゲストに南美希子を迎えて万世橋駅跡地のレストランから放送 鉄道博物館学芸員の五十嵐健一さんの案内で、4人で旧万世橋駅にある鉄道遺構を見学した |
| 122     | 2022年10月8日                 | 鉄道150周年トレニアム月間                | -                         | 過去の放送回のトレベリンから一部放送                                                                      | ゲストに西村和彦を迎えて万世橋駅跡地のレストランから放送。テラス席に出て現地の様子をリポートした |
| 123     | 2022年10月15日                | 鉄道150周年トレニアム月間                | 野月貴弘                  | 未来の鉄道を体験しよう 西九州新幹線開業スペシャル                                                         | 同年9月14日に行われた試乗会にて西九州新幹線（2022年9月23日開業）に乗車し、特急「かもめ」と乗り比べした 車両デザインを手がけた水戸岡鋭治のコメントも放送された |
| 124     | 2022年10月22日                | 鉄道150周年トレニアム月間                | 野月貴弘                  | 未来の鉄道を体験しよう 新世代の車両たち JR九州YC1系トレベレン                                             | YC1系に乗車。JR九州広報部担当課長の加耒靖弘さんに話を伺い、車両デザインを手がけた水戸岡鋭治のコメントも放送された 他、HB-E300系「リゾートしらかみ」、国鉄型ディーゼルカーキハ40形、HC85系特急「ひだ」、BEC819系「DENCHA」、 「トワイライトエクスプレス瑞風」の音を聴き比べした                                |
| 125     | 2022年10月29日                | 鉄道150周年トレニアム月間                | 代走みつくに              | 未来の鉄道を体験しよう 新世代の車両たち リニアモーターカーの世界                                          | 大正駅で鉄輪式リニアモーターカーを観察し大阪メトロ長堀鶴見緑地線の回送列車に乗車。大阪メトロ鶴見検車場長の工藤謙さんに話を聞いた 藤が丘駅で磁気浮上式リニアモーターカーを観察し愛知高速交通東部丘陵線に乗車。愛知高速交通総務部の瀬古萌香さんに話を聞いた                                                     |
| 126     | 2022年11月5日                 | レギュラー放送                           | 小倉沙耶                  | コンテナ貨物列車の今昔物語                                                                                | 日本初のコンテナ専用列車「たから」号・日本最速の貨物電車スーパーレールカーゴをトレベリン 京都鉄道博物館の久保都さん、JR貨物安治川口駅長 中山順仁さんに話を聞いた |
| 127     | 2022年11月12日                | 生放送!鉄道秋列島SP                      | -                         | 過去の放送回のトレベリンから一部放送                                                                      | 生放送で杉浦哲郎、田代剛に電話を繋いで話を聞いた 杉浦は100周年を迎えた地元名古屋の鉄道について、田代は「ななつ星 in 九州」についてリポートした |
| 128     | 2022年11月19日                | レギュラー放送                           | -                         | - | 僕の私のてつおとセレクション #14 豊岡真澄 |
| 129 130 | 2022年11月26日 2022年12月3日  | レギュラー放送                           | 藤富郷                    | 大井川鐵道井川線 全線制覇トレベリン（前編） 大井川鉄道井川線 全線制覇トレベリン（後編）                   | 大井川鐵道広報の山本豊福さんの案内で大井川鐵道井川線沿線をトレベリン。奥泉駅の駅員 森信二さん、 大井川鐵道両国常務区の運転士 太田佳樹さんに話を聞いた。ED90形電気機関車の運転室にも乗車した |
| 131     | 2022年12月10日                | レギュラー放送                           | 響丈                      | 東京モノレールトレベリン                                                                                  | 東京モノレールを完乗し、昭和島総合センターをトレベリン 車両区の後藤義弘さん、石丸雅規さん、飯野大輔さん、乗務区の宗方洵さんに話を聞いた |
| 132 133 | 2022年12月17日 2022年12月24日 | レギュラー放送                           | 村井美樹                  | 「西武旅するレストラン52席の至福」トレベリン（前編） 「西武旅するレストラン52席の至福」トレベリン（後編） | 西武秩父駅周辺をトレベリンし「西武 旅するレストラン 52席の至福]」に乗車。車内でディナーコースを味わいリポートした 西武鉄道広報部の吉田祐太さん、運輸部スマイル&スマイル室の筒井裕美さんに話を聞いた |

### 2023年
|        | 放送日         | トレベリン                                                             | トレベラー                | 他出演者                                                                    | 備考 |
| ------ | -------------- | ---------------------------------------------------------------------- | ------------------------- | --------------------------------------------------------------------------- | --- |
| 134    | 2023年1月7日   | 冬のJR石北本線全線完乗トレベリン                                       | 野月貴弘                  | -                                                                           | 網走駅から新旭川駅まで石北本線を完乗した |
| 135    | 2023年1月14日  | キハ183系特急「オホーツク」最後の力走トレベリン                        | 野月貴弘                  | -                                                                           | 札幌駅から網走駅まで「オホーツク」に乗車した |
| 136    | 2023年1月21日  | 錦川鉄道清流リバーサイドトレベリン                                     | 瀧野由美子                | -                                                                           | 錦川清流線を完乗し沿線をトレベリンした |
| 137    | 2023年1月28日  | つくばエクスプレス新時代トレイントレベリン                             | 廣田あいか                | 横島拓水、磯野駿哉                                                          | TX-1000系、TX-2000系、TX-2000系（増備車）、TX-3000系を乗り比べしながら秋葉原駅からつくば駅まで乗車。つくばエクスプレス総合基地もトレベリンした |
| 138    | 2023年2月4日   | 「花嫁のれん」幸せおすそわけトレベリン                                 | 上野耕平                  | 宮永陽平                                                                    | 金沢駅から和倉温泉駅まで「花嫁のれん」に乗車した |
| 139    | 2023年2月11日  | のと鉄道里山里海満喫トレベリン                                         | 上野耕平                  | 宮下左文、大杉照男                                                          | 七尾駅から穴水駅まで「のと里山里海」号に乗車。鉄道郵便車「オユ10」、穴水駅「あつあつ亭」・保存車両のNT800形をトレベリンし、車内で『家路』を演奏した |
| 140    | 2023年2月18日  | 徳永ゆうきプレゼンツ阪神電車地元思い出トレベリン                       | 徳永ゆうき                | 徳永ゆうき                                                                  | 徳永の持ち込み企画。伝法駅から阪神9000系に乗車し、淀川東岸踏切をトレベリン。尼崎駅から甲子園駅までジェットカー5700系に乗車した |
| （再） | 2023年2月25日  | 西九州新幹線開業スペシャル                                             | 野月貴弘                  | 水戸岡鋭治                                                                  | アンコール放送として2022年10月15日放送回を再放送した |
| 141    | 2023年3月4日   | お散歩てつおと 名古屋編                                                | 末永桜花                  | -                                                                           | 名鉄西枇杷島駅周辺、ささしま米野歩道橋、名鉄築港線東名古屋港駅周辺のダイヤモンドクロスをトレベリン。JR笠寺駅周辺でドクターイエローに遭遇した |
| 142    | 2023年3月11日  | 相鉄東急直通線 試乗列車に乗ってきたトレベリン                          | 響丈                      | 吉川正洋                                                                    | 2023年3月5日に新横浜駅構内で行われた「相鉄・東急直通線しゅん功開業式典」の様子をリポート。新横浜駅から新綱島駅まで試乗列車に乗車した |
| 143    | 2023年4月1日   | 小田急ロマンスカーに全部会う（前編）                                   | 土屋・瀧野・野月          | 鈴木彰                                                                      | ロマンスカーミュージアムにて3000形「SE」「SSE」、3100形「NSE」、7000形「LSE」、10000形「HiSE」、20000形「RSE」に対面。LSEの運転シミュレーターを体験した |
| 144    | 2023年4月8日   | 小田急ロマンスカーに全部会う（後編）                                   | 土屋・瀧野・野月          | 武井稔、鈴木彰                                                              | 新宿駅付近の踏切で60000形「MSE」に、喜多見電車基地にて50000形「VSE」、30000形「EXEα」に対面。「EXEα」の回送列車に乗車した |
| 145    | 2023年4月15日  | JR大阪駅に地下ホームが誕生しちゃったトレベリン                         | 斉藤雪乃                  | 中内康則                                                                    | うめきた地下ホーム、梅田エリアをトレベリン。「JRウエストラボ」の最新設備をリポートした |
| 146    | 2023年4月22日  | 福岡市地下鉄七隈線 延伸開業トレベリン                                  | 徳永ゆうき                | 稲田剛                                                                      | 同年3月27日に延伸開業した福岡市地下鉄七隈線沿線をトレベリン。博多駅のホームで行われた開業記念式典や一番列車の出発の様子をリポートし、二番列車に乗車した |
| 147    | 2023年4月29日  | 富士急行線でかわいい列車乗り比べトレベリン（前編）                     | 安田美沙子                | 梶原美有、初原優奈 水戸岡鋭治                                               | 大月駅から富士急行線をトレベリン。寿駅から「トーマスランド25周年記念号」に、富士急ハイランドでアトラクション「トーマスとパーシーのわくわくライド」に乗車した |
| 148    | 2023年5月6日   | 富士急行線でかわいい列車乗り比べトレベリン（後編）                     | 安田美沙子                | 梶原美有                                                                    | 富士山駅から大月駅まで「フジサン特急」に、大月駅から河口湖駅まで「富士山ビュー特急」に乗車し、特別車両で特製スイーツを堪能した |
| 149    | 2023年5月13日  | 土屋礼央 運転鉄への道                                                  | 土屋礼央                  | 高橋忠隆                                                                    | 守谷駅から水海道駅まで関東鉄道常総線に乗車。回送列車で水海道車両基地に移動し、検査・講義を受け気動車を体験運転した |
| 150    | 2023年5月20日  | ゴムタイヤの鉄道に乗ろう 埼玉新都市交通ニューシャトルトレベリン        | 豊岡真澄                  | 小林成美、長島貴幸                                                          | 埼玉新都市交通ニューシャトルに乗車。丸山車両基地もトレベリンし、車庫から内宿駅まで回送列車に乗車した |
| 151    | 2023年5月27日  | どうする家康 どう乗る愛環トレベリン                                    | 村井美樹                  | 徳川家康、早川ちかこ                                                        | 「愛環×名鉄クロスチャレンジ」と題し、愛環に乗車しながら名鉄と立体交差で出会えるかを楽しみ『どうする家康』のラッピング電車にも乗車。岡崎公園と八丁味噌の郷史料館もトレベリンした |
| 152    | 2023年6月3日   | 男なかよし爆笑北陸ふたり旅（前編）                                     | 野月貴弘・岡安章介        | 澤田充                                                                      | 金沢駅から加賀温泉駅まで特急「しらさぎ」に乗車。普通列車に乗り換え、加賀温泉駅、大聖寺駅、福井駅周辺をトレベリン。ショートコントも披露した |
| 153    | 2023年6月10日  | 男なかよし爆笑北陸ふたり旅（後編）                                     | 野月貴弘・岡安章介        | 吉田哲也                                                                    | 福井駅から福井鉄道「フクラムライナー」に、南今庄駅から敦賀駅まで北陸本線に乗車。北府駅隣接の車庫でF10形「レトラム」をトレベリン。ショートコントも披露した |
| 154    | 2023年6月17日  | 六角精児と“ふんわり”したてつおと遊び                                   | 野月貴弘                  | 六角精児                                                                    | スタジオゲストに六角精児を迎え、キハ143形の鉄音や2022年10月1日に行なわれたJR只見線の全線運転再開記念式典の音を放送。『ディーゼル』の生歌を野月と共に生演奏で披露した |
| 155    | 2023年6月24日  | Under the Sea 関門トンネルトレベリン（前編）                           | 徳永ゆうき                | 山下義孝                                                                    | 門司駅から下関駅まで415系に乗車し関門トンネルをトレベリン。デッドセクションや関門トンネル記念館、保守点検作業の様子をリポートした |
| 156    | 2023年7月1日   | Under the Sea 関門トンネルトレベリン（後編）                           | 徳永ゆうき                | 小泉和也                                                                    | JR九州門司機関区をトレベリン。新旧「銀釜」EF81形電気機関車303号機・EF510形の運転室に乗車リポートし、関門トンネル人道入口から関門トンネルを歩いて渡った |
| 157    | 2023年7月8日   | 西武鉄道の野球ダイヤ密着トレベリン                                     | 土屋礼央・徳永ゆうき      | 徳永ゆうき 松浦靖志、茂木啓資                                               | 西武球場前駅で西武鉄道の臨時ダイヤをトレベリン 同年5月30日に行われた西武対阪神戦時の現場の様子を、土屋は駅務室から、徳永はベルーナドームの外から密着リポートした |
| 158    | 2023年7月15日  | 北海道のオールドトレイントレベリン                                     | 堀若菜                    | 上戸智仁                                                                    | 丸瀬布森林公園いこいの森に動態保存されている蒸気機関車「雨宮21号」をトレベリンした |
| 159    | 2023年7月22日  | JR武蔵野線ひと駅散歩 藤富でGO                                          | 藤富郷                    | -                                                                           | JR武蔵野線の乗り換え駅を歩いてトレベリン。東松戸駅、新八柱駅、新松戸駅、南流山駅、三郷駅を探訪し、新三郷駅まで一駅区間のみ乗車。越谷貨物ターミナル駅で貨物列車の音を、南越谷駅前で行き交う列車をリポートした |
| 160    | 2023年7月29日  | 南阿蘇鉄道 全線復旧トレベレン                                          | 豊岡真澄                  | 豊岡真澄 寺本顕博、宍戸優介                                                 | 同年7月15日に全線復旧した南阿蘇鉄道をトレベリン。中松駅で復旧区間を走る一番列車を見送った後同区間を乗車した 立野駅からMT-4000形に乗車し、高森駅で行われていた全線運転再開記念イベントのSUPER BELL"Zのステージに飛び入り参加しリポートした                                                                              |
| 161    | 2023年8月26日  | 東武特急「スペーシアX」デビュートレベリン                              | 上野耕平・響丈            | 吉川正洋、ぁぃぁぃ、岡安章介                                                | 同年6月7日に行われた「スペーシアX」メディア試乗会を上野がトレベリン。東武スカイツリーライン浅草駅から乗車し各車両をリポート。同試乗会に参加していた吉川、ぁぃぁぃ、岡安にインタビューした 同年7月15日に行われた「スペーシアX」デビュー出発式の様子を響がリポートした                                                   |
| 162    | 2023年9月2日   | 土屋礼央 運転鉄への道                                                  | 土屋礼央                  | 中島広美、五十嵐和彦 中野良雄、山本直人                                     | 中央前橋駅から大胡駅まで上毛電気鉄道に乗車し、大胡電車庫をトレベリン 座学とシミュレーターでの講義を経て上毛電気鉄道700形車両を運転体験した |
| 163    | 2023年9月9日   | 食と鉄道のトレベリン                                                   | 一岡伶奈・上野耕平        | 香月良太、井浦幸樹 原希和子                                                 | 一岡が鉄道博物館をトレベリン。鉄道と食の歴史を学び、「トレインレストラン日本食堂」で「食堂車のビーフカレー」を食リポした さらに8月26日放送の続編として、上野が「スペーシアX」のコックピットラウンジをトレベリン。クラフトビールと「酒かすのバターサンド」を食リポし、スタジオではMC3人が「汽車弁当」を実食リポートした |
| 164    | 2023年9月16日  | 宇都宮ライトレール開業トレベリン                                       | 伊藤壮吾                  | 石井佑輝                                                                    | 開業前の同年7月4日に車両基地と試運転列車をトレベリン。開業初日の8月26日にはライトライン発車式に参加し、一番列車をリポートした 始発の芳賀・高根沢工業団地停留場から終点 宇都宮駅東口停留場までの車内の走行音も放送された                                                                                                |
| 165    | 2023年9月23日  | 鉄道が出てくる歌の場所に行ってみよう 歌好き鉄ちゃんふたり旅・東京編    | 徳永ゆうき 小田井涼平     | 小関富士男、平松愛理                                                        | 歌詞に鉄道が出てくる歌の場所を訪ねるトレベリン。水森かおり「荒川線」より三ノ輪橋停留場周辺を、 あいみょん「ハルノヒ」より北千住駅をトレベリンし、歌詞の背景を考察した |
| 166    | 2023年9月30日  | 鉄道が出てくる歌の場所に行ってみよう 歌好き鉄ちゃんふたり旅・神戸編    | 徳永ゆうき 小田井涼平     | 平松愛理                                                                    | 前週に続き歌の歌詞に出てくる場所をトレベリン。平松愛理「駅のない遮断機」の踏切を探して西代駅、月見山駅周辺を探索した後、3000系車両をトレベリンした |
| 167    | 2023年10月7日  | ミュージックトレイントレベリン 走る車内で生演奏を楽しもう              | 杉浦哲郎・岡田鉄平        | -                                                                           | 近鉄「ひのとり」で行われた車内コンサート「スギテツミュージックトレイン」の様子を放送 過去の放送回より「リゾートしらかみ」で行われた津軽三味線の生演奏、「越乃Shu*Kura」で行われたジャズの生演奏、「52席の至福」で行われたフルートの生演奏の音も放送された                                                              |
| 168    | 2023年10月14日 | 鉄道の日 生放送!みんな鉄活してるかな?                                  | 響丈                      | 吉川正洋、豊岡真澄 小倉沙耶、徳永ゆうき                                     | 吉川正洋をスタジオゲストに迎えて生放送。響丈が岳南鉄道と「がくてつこどもまつり」を生中継でリポートした 番組ゆかりの鉄道タレントに「鉄道の日」当日どんな鉄活をしているのか生電話をして話を聞いた |
| 169    | 2023年10月21日 | 山形鉄道フラワー長井線 のんびりふんわりトレベリン（前編）              | 六角精児                  | 中井晃、山田泰右                                                            | 赤湯駅から山形鉄道フラワー長井線に乗車。車内の様子やおりはた駅、今泉駅、長井駅、終点荒砥駅に隣接している車庫をトレベリンした |
| 170    | 2023年10月28日 | 山形鉄道フラワー長井線 のんびりふんわりトレベリン（後編）              | 六角精児                  | 齋藤弥助、井上俊一                                                          | 六角ゆかりの醤油店で「からしこうじ」を食リポし、フラワー長井線に乗車。羽前成田駅、蚕桑駅、日本最古の現役鉄橋「荒砥鉄橋」をトレベリンした 同年9月10日に行われた「荒砥鉄橋 感謝のジョイントコンサート」の様子も放送された                                                                                                |
| 171    | 2023年11月4日  | MC3人伊豆へ行く 「サフィール踊り子」珍道中                             | 土屋・瀧野・野月          | STU48マネージャーT                                                          | 東京駅から伊豆急下田駅まで「サフィール踊り子」1号の6人用個室に乗車。出発ホームや車内の様子、車内の食事をリポートし、プレミアムグリーン席に乗車していたSTU48マネージャーTに話を聞いた 水戸岡鋭治デザインの下田ロープウェイに乗車し、山頂のレストランをトレベリンした                                                    |
| 172    | 2023年11月11日 | 博多南線トレベリン                                                     | 藤富郷                    | 藤富郷                                                                      | 同年10月15日に博多総合車両所で行われた「新幹線ふれあいデー」の様子をリポート。博多駅から博多南駅まで一駅区間を500系新幹線に乗車した |
| （再） | 2023年11月18日 | どうする家康 どう乗る愛環トレベリン                                    | 村井美樹                  | 徳川家康、早川ちかこ                                                        | アンコール放送として2023年5月27日放送回を再放送した |
| 173    | 2023年11月25日 | 蒸気機関車大集合スペシャル                                             | 過去の放送回より          | 山本豊福                                                                    | 過去の放送回より全国各地の蒸気機関車の音を放送。大井川鐵道のSLの現状について電話を繋いで話を聞いた |
| 174    | 2023年12月2日  | ダーリンハニー吉川正洋プレゼンツ 相鉄大進化トレベリン                  | 吉川正弘                  | 本枝政春                                                                    | 新横浜駅、二俣川駅のホームに発着する電車の音、相鉄いずみ野線20000系車両の車内の様子やVVVFインバータの音、かしわ台駅、相模鉄道車両センターの車両の定期検査の様子、横浜駅と相模鉄道を巡りリポートした |
| 175    | 2023年12月9日  | 冬のマウンテントレベリン                                               | 山本志保・響丈 小田井涼平 | 石丸謙二郎・山本志保 小林雄輝                                               | 前番組『石丸謙二郎の山カフェ』との連結企画として両番組合同で生放送した 山本と響が高松琴平電気鉄道に乗車し屋島をトレベリン（「山カフェ」枠で放送）、小田井が神戸電鉄有馬線に乗車し六甲山をトレベリンした |
| 176    | 2023年12月16日 | 徳永ゆうき 貨物列車で瀬戸大橋トレベリン                                | 徳永ゆうき                | 鴫山敬太                                                                    | 岡山機関区で運転士から話を聞いた後、岡山駅からEF210形電気機関車の運転室に乗車。貨物列車で瀬戸大橋を渡り高松貨物ターミナル駅まで乗車した |
| 177    | 2023年12月23日 | 紫式部になりきって 近鉄「あをによし」&京都市営地下鉄20系トレベリン     | 斉藤雪乃                  | 林保文                                                                      | 京都市営地下鉄烏丸線の新型車両20系に乗車し竹田車庫までトレベリン 近鉄京都駅から近鉄奈良駅まで観光特急「あをによし」に乗車しリポートした |
| 178    | 2023年12月29日 | ゆく鉄くる鉄 鉄道ラブラブアナウンサー大集合! 鉄道ニュース 列島リレー号 | -                         | 近田雄一、山崎智彦 堀若菜、竜田理史 佐藤誠太、橋本奈穂子 原田裕和、別井敬之 | 全国の鉄道好きアナウンサーやキャスターを繋いで2時間の年末特番を生放送 各地の2023年の鉄道ニュースや2024年のオススメの鉄活をリレー形式で紹介した |

### 2024年
|        | 放送日         | トレベリン                                                                                                  | トレベラー                                           | 他出演者                                                   | 備考 |
| ------ | -------------- | --- | ---------------------------------------------------- | ---------------------------------------------------------- | --- |
| 179    | 2024年 1月 6日 | 新春 鉄道ニュース 列島リレー号 延長運転 コミュニティFMの鉄道番組パーソナリティー大集合!                     | -                                                    | 三根孝彦、福原トシヒロ 小林佳果                            | コミュニティFMの鉄道番組のパーソナリティと繋いで番組の魅力やセレクトしたてつおとを聴いた |
| 180    | 2024年 1月13日 | ラジオで声をとどけよう                                                                                      | -                                                    | -                                                          | 生放送回。当初予定していた「元日“初乗り”“初鉄詣で”トレベリン」の放送を変更し、石川県へのメッセージを中心に放送した |
| （再） | 2024年 1月20日 | 関西の鉄道三都ヒストリー・京都編                                                                            | 吉川正洋・福原トシヒロ                               | -                                                          | 関西の鉄道開業150周年にちなみ、アンコール放送として2022年9月3日放送回を再放送した |
| 181    | 2024年 1月27日 | 瀧野由美子の秋田内陸縦貫鉄道トレベリン（前編）                                                              | 瀧野由美子                                           | 加賀谷美由樹、佐藤良介                                     | 秋田内陸線急行「もりよし」2号（秋田マタギ号）に乗車。上桧木内駅の近くの広場、萱草大橋、阿仁合駅構内の車両基地を探訪した スタジオの進行役も土屋に代わり瀧野が務めた |
| 182    | 2024年 2月 3日 | 瀧野由美子の秋田内陸縦貫鉄道トレベリン（後編）                                                              | 瀧野由美子                                           | 三浦英樹、加賀谷美由樹 鯨井隼                              | 「笑EMI」列車に乗車し、阿仁合駅、鷹巣駅を探訪。ラッセル車、列車接近メロディ、鉄ピザをリポートした 前週に続き進行役も瀧野が務めた |
| 183    | 2024年 2月10日 | 近江鉄道ガチャコン電車 チャレンジトレベリン                                                                 | 別井敬之                                             | -                                                          | 生放送回。生中継を繋いで近江鉄道に乗車し、走行中の「ガチャコン」の音・近江鉄道と東海道新幹線がクロスする音・近江鉄道と東海道新幹線が並走する音の放送にチャレンジした 五箇荘駅、愛知川駅、新八日市駅、彦根駅を探訪した |
| （再） | 2024年 2月17日 | 関西の鉄道三都ヒストリー・神戸編                                                                            | 吉川正洋・小倉沙耶                                   | -                                                          | 関西の鉄道開業150周年にちなみ、アンコール放送として2022年9月10日放送回を再放送した |
| 184    | 2024年 2月24日 | ミニチュアトレイントレベリン                                                                                | 野月貴弘・上野耕平                                   | 六角昭、川崎太志 鈴木雅之、模型鉄ディレクターT             | 鉄道模型の音を放送。原鉄道模型博物館、東京都西落合にある模型メーカーを探訪し、スタジオ内にも鉄道模型を走らせた |
| 185    | 2024年 3月 2日 | NHKさいたま局80周年埼玉のてつおとたっぷりトレベリン                                                         | -                                                    | -                                                          | 同年2月17日に行われ野月と瀧野が出演した『ひるどき!さいたま〜ずスペシャル 〜時代を超えた鉄音旅〜』の公開収録の様子を放送した |
| 186    | 2024年 3月 9日 | 北陸新幹線 敦賀延伸開業直前トレベリン                                                                       | 徳永ゆうき                                           | 福原トシヒロ                                               | 北陸新幹線 金沢 - 敦賀間開業試乗会に参加し、試乗列車の様子や敦賀駅、福井駅の様子をリポートした |
| 187    | 2024年 3月16日 | 3月16日全国ダイヤ改正生中継トレベリン                                                                       | 響丈、髙鍬亮、三根孝彦                               | -                                                          | 生放送回。栃木県那須町から山形新幹線の時速約300km走行音、北陸新幹線福井駅のホームから北陸新幹線「つるぎ」10号の発着、名鉄河和線の新駅加木屋中ノ池駅の様子を生中継した |
| （再） | 2024年 3月23日 | JR大阪駅に地下ホームが誕生しちゃったトレベリン                                                              | 斉藤雪乃                                             | 中内康則                                                   | 当初は春の選抜高校野球中継のため休止を予定していたが、雨天中止のためアンコール放送として2023年4月15日放送回を再放送した |
| 188    | 2024年 3月30日 | ピンクトレイン 桜色トレベリン                                                                               | 豊岡真澄                                             | -                                                          | 新京成電鉄新京成線に乗車。松戸駅、くぬぎ山駅、新京成電鉄本社、くぬぎ山車両基地、新鎌ヶ谷駅前、京成津田沼駅、八津第5号踏切道を探訪した |
| 189    | 2024年 4月 6日 | ピンクトレイン 桃色トレベリン                                                                               | 伊藤桃                                               | 原田裕和、高田宜嗣                                         | 「SAKU美SAKU楽」に乗車。岡山駅、福渡駅、津山駅、津山まなびの鉄道館を探訪した |
| 190    | 2024年 4月13日 | 肥薩おれんじ鉄道 普通列車でコトコトとのんびりトレベリン                                                     | 小林佳果                                             | -                                                          | 肥薩おれんじ鉄道線に乗車。川内駅、牛ノ浜駅周辺、阿久根駅、つなぎ桜まつり&新酒まつり（津奈木駅周辺）、黄金ヶ浜海岸（上田浦駅周辺）、八代駅を探訪した |
| 191    | 2024年 4月20日 | 「おれんじ食堂」でフレンチとサンセット満喫トレベリン                                                        | 小林佳果                                             | 上村尚史                                                   | 肥薩おれんじ鉄道「おれんじ食堂」に乗車。車内の様子や食事、車窓からの景色をリポートした |
| 192    | 2024年 4月27日 | オオゼキタクとSUPER BELL”Z 堂込聖美の ひたちなか海浜鉄道思い出トレベリン                                    | オオゼキタク・堂込聖美                               | 吉田千秋                                                   | ひたちなか海浜鉄道に乗車し勝田駅、高田の鉄橋駅と高田の鉄橋、那珂湊駅、阿字ヶ浦駅周辺を探訪。ひたちなか鉄道にまつわる思い出を語った |
| 193    | 2024年 5月 4日 | 関西の鉄道開業150年カウントダウン てつおと武庫川“縦”駅伝                                                    | 橋本菜津美・代走みつくに 小倉沙耶・池水龍三          | -                                                          | 4路線が東西に走る武庫川沿いを4人が南から北へ歩いてタスキを繋ぐ駅伝企画。阪神武庫川線 武庫川団地前駅から阪神本線 武庫川駅まで2.1kmを橋本が、 JR神戸線 甲子園口駅まで3.2kmを代走が、阪急電鉄 西宮北口駅まで2.6kmを小倉が、山陽新幹線の高架橋まで2.1kmを池水が、合計10kmを歩いてタスキを繋いだ |
| 194    | 2024年 5月11日 | 関西の鉄道開業150年スペシャル “過去”“現在”“未来”                                                            | 小倉沙耶・斉藤雪乃 小田井涼平                        | 徳永ゆうき、福原トシヒロ 豊岡真澄、南田裕介 島崇、西野英樹 | 2時間枠の生放送回。生中継を繋ぎ“現在”の様子をJR神戸駅から小倉がリポート 北口広場でのイベントの様子と関西の鉄道開業150年記念列車の出発の様子を伝え、JR大阪駅から斉藤が同列車の到着と新大阪駅方面への発車の様子を伝えた “過去”を京都鉄道博物館から斉藤が、“未来”を森之宮検車場と大阪メトロ中央線 コスモスクエア駅・夢洲駅の建設予定地から小田井がリポートした また、徳永・福原・豊岡・南田がコメント出演し、関西の鉄道の思い出を語った                                                  |
| （再） | 2024年 5月18日 | のと鉄道里山里海満喫トレベリン                                                                              | 上野耕平                                             | 宮下左文、大杉照男                                         | アンコール放送として2023年2月11日放送回を再放送した |
| 195    | 2024年 5月25日 | 東武東上線まるわかりトレベリン（前編）                                                                      | 豊岡真澄                                             | -                                                          | 舞台出演のため3週休みの瀧野に代わり、豊岡真澄がMCを務めた。東武50000系・10000系・東京メトロ10000系に乗車し池袋駅、和光市駅、朝霞台駅、志木駅〜柳瀬川駅間を歩き、 川越駅を探訪した。「プロジェクトY ゆみりんエアトレイン2年2ヶ月の軌跡」（前編）も放送された |
| 196    | 2024年 6月 1日 | 東武東上線まるわかりトレベリン（後編）                                                                      | 豊岡真澄                                             | -                                                          | 前週に続き瀧野に代わり豊岡がMCを務めた。東急5050系・8000系に乗車し川越駅、坂戸駅、森林公園駅、小川町駅、玉淀駅、玉淀の鉄橋、寄居駅を探訪した 「プロジェクトY ゆみりんエアトレイン2年2ヶ月の軌跡」（後編）も放送された |
| 197    | 2024年 6月 8日 | 貴重なてつおと発掘隊スペシャル 第2回 謎解き発掘隊                                                           | -                                                    | 西村和彦                                                   | 瀧野は休みで番組冒頭にコメント出演した 西村和彦をスタジオゲストに迎え、NHKのアーカイブスから西村がセレクトした詳細不明なてつおとの音源を聴きながら録音年代や車両の種類を推理した |
| (再)   | 2024年 6月15日 | 徳永ゆうき 貨物列車で瀬戸大橋トレベリン                                                                     | 徳永ゆうき                                           | 鴫山敬太                                                   | アンコール放送として2023年12月16日放送回を再放送した |
| 198    | 2024年 6月22日 | 謎解き発掘隊 推理発表会と追加オーダー                                                                       | -                                                    | -                                                          | 同年6月8日の放送を聴いたリスナーから寄せられた推理を紹介した 先々週放送できなかった年代不明のてつおとも放送し追加オーダーとして推理を募った |
| 199    | 2024年 6月29日 | とさでん十の字乗りまくりトレベリン                                                                          | 上野耕平                                             | 千野秀和                                                   | 高知放送局のテレビ番組『こうちいちばん』とのコラボ企画。千野アナウンサーと共にとさでん駅前線・桟橋線に乗車しダイヤモンドクロスをリポート 高知駅前停留場、桟橋通五丁目停留場、はりまや交差点を探訪し、伊野線・後免線に乗車。伊野停留場、朝倉停留場〜曙町停留場間を歩き、 鏡川橋停留場、鏡川橋鉄橋、はりまや橋停留場、後免町停留場を探訪した。「とさでんの鉄橋でミュージックホーンを鳴らしながら進む名鉄パノラマカー」をサックスで再現した                                              |
| 200    | 2024年 7月 6日 | 7月6日ナローの日 糸井羊司アナのふるさとナローゲージトレベリン                                               | 糸井羊司                                             | 長谷川一樹、宇野浩典 安藤たみよ                            | 生放送回。レギュラー放送開始から200回目を迎えた 四日市あすなろう鉄道に乗車。あすなろう四日市駅、日永駅、内部駅、内部車庫、赤堀駅を探訪した |
| 201    | 2024年 7月13日 | わたらせ渓谷鐵道 絶景満喫トレベリン                                                                         | 野月貴弘                                             |                                                            | 「トロッコわっしー号」と「わ89形」に乗車。桐生駅、大間々駅、花輪駅、神戸駅、列車のレストラン清流、通洞駅、足尾銅山観光、間藤駅を探訪した |
| 202    | 2024年 7月20日 | わたらせ爆笑 なかよしふたり旅                                                                               | 野月貴弘・岡安章介                                   | ゾンビを演じた高校生 品川知一                              | 大間々駅 - 通洞駅間を「トロッコわたらせ渓谷号」と「ゾンビトレイン」に乗車。「ベルズ45°」としてコントも披露した |
| 203    | 2024年 7月27日 | プチリッチな「PRiVACE」ってどんな車両なの？トレベレン                                                       | 村井美樹                                             | 加藤奈央、岡田翔廣                                         | 「PRiVACE」のメディア試乗会の様子をリポートし大阪梅田駅、正雀車庫を探訪した また、大河ドラマ『光る君へ』に関連した場所として高野山真言宗 法乗院を訪れ筑前琵琶の演奏を体験した |
| 204    | 2024年 8月 3日 | かつての相棒にもう一度会いたい 釧路から日光へ 元SL機関士 再会の旅                                           | 剣持英作、堀若菜 石川孝織、田口建国                  | 山田貴子                                                   | 元SL機関士とかつて運転していたC11-123号機との再会の旅を追った 釧路から飛行機と東武特急に乗車し下今市機関区でかつての相棒と49年ぶりの再会を果たす。C11-123号機がけん引するSL大樹「ふたら」に乗車した |
| 205    | 2024年 8月24日 | 南会津ルートで「あいべぇ」トレベリン（前編）                                                                | 土屋礼央                                             | 北村寿万子、原田圭輔                                       | 会津若松駅から西若松駅までタクシーで移動し、始発駅から会津鉄道（「リレー」136号、AT-700形）に乗車。塔のへつり駅と周辺、会津田島駅と隣接する車両基地を探訪した |
| 206    | 2024年 8月31日 | 南会津ルートで「あいべぇ」トレベリン（後編）                                                                | 土屋礼央                                             | 二瓶正浩                                                   | 「リバティ会津」142号、野岩鉄道 、「スペーシアX」に乗車。会津田島駅と周辺、会津高原尾瀬口駅、新藤原駅を探訪した |
| 207    | 2024年 9月 7日 | ホームタウントレイン しずてつトレベレン                                                                     | 徳永ゆうき                                           | 稲葉正和                                                   | 静岡鉄道に乗車し「静岡レインボートレインズ」全7色を撮影。新静岡駅、長沼駅と隣接する車庫、狐ヶ崎駅、新清水駅を探訪した |
| 208    | 2024年 9月14日 | ダーリンハニー吉川プレゼンツ とびっきりな踏っ切りを思いっ切りトレベリン                                     | 吉川正洋                                             | -                                                          | 土屋に代わり吉川正洋がMCを務める。土屋は番組冒頭にコメント出演した 横浜市鶴見区の開かずの踏切（JR「花月園前踏切」、京急電鉄「鶴見第４踏切」）で両方の踏切が開くまでの時間を計測し、東京メトロ銀座線上野検車区踏切を探訪した 他、全国各地の様々な踏切の音も放送した |
| 209    | 2024年 9月21日 | 新幹線開業60周年スペシャル「拝啓 新幹線さま」 風洞実験トレベリン                                            | 末永桜花                                             | 井門敦志 豊岡真澄・徳永ゆうき                              | 鉄道総合技術研究所 風洞技術センターを探訪。展示されている車両WIN350、STAR21、300Xをリポートした 「拝啓 新幹線さま」のテーマで豊岡と徳永がコメント出演した |
| 210    | 2024年 9月28日 | 新幹線開業60周年スペシャル「拝啓 新幹線さま」パート2                                                        | 響丈                                                 | 末永桜花・吉川正弘                                         | 生放送回。響が神奈川県の旧鴨宮モデル線区間からリアルタイムの東海道新幹線の走行音と速度を生中継。「拝啓 新幹線さま」のテーマで末永と吉川がコメント出演した また東海道新幹線の車内チャイムを特集し、開業当時から現在までの車内チャイムを放送した |
| 211    | 2024年10月 5日 | 「山カフェ」「てつおと」相互乗り入れ 列車で行く秋の山旅スペシャル アルピコ交通上高地線 マウンテントレベリン | 石丸謙二郎・小林桂果 野月貴弘                        | 石丸謙二郎・山本志保 太田雄貴                              | 前番組『石丸謙二郎の山カフェ』との連結企画として両番組合同で生放送した 石丸と小林が尾瀬夜行に乗車。沼山峠から尾瀬沼を目指して山歩きの途中、長蔵小屋を探訪した（「山カフェ」枠で放送） 野月がアルピコ交通上高地線に乗車。松本駅、西松本駅、松本車両センター、新村駅と新村車両所、新島々駅を探訪した |
| 212    | 2024年10月12日 | 日暮里から成田へ 京成本線でいい音探しトレベレンスペシャル                                                   | 豊岡真澄                                             | -                                                          | 京成本線の全種別に乗車。日暮里駅、町屋駅周辺、京成高砂駅、京成津田沼駅近くの踏切、京成成田駅を探訪した |
| 213    | 2024年10月14日 | 鉄道の日だからバースデイスペシャル！ ほぼほぼ3時間秋のスゴ〜いトレベリン大集合！                            | 土屋礼央、斉藤雪乃 別井敬之、野月貴弘 小林佳果、響丈 | 砂場、山本豊福 スギテツ、川西康之、                        | 3時間枠の生放送回。土屋に代わり小田井涼平がMCを務めた。土屋が智頭急行「スーパーはくと」に乗車。乗務員室の助士席に座るプレミアムハザを体験リポートした 斉藤が同月5日にデビューした観光列車「はなあかり」の落成記念式典と車内の様子をリポート。別井と野月が京阪京津線に乗車し、御陵駅からびわ湖浜大津駅まで実況、解説した また小林がお台場イーストプロムナードから「第31回 鉄道フェスティバル」を、響がリニア・鉄道館から「東海道新幹線開業60周年記念コンサート」を生中継でリポートした |
| (再)   | 2024年10月19日 | 大井川鐵道・井川線 アプト昇り降りトレベリン                                                                 | 藤富郷                                               | 山本豊福 森信二、太田佳樹                                  | アンコール放送として2022年12月3日放送回を再放送した |
| 214    | 2024年10月26日 | 京都丹後鉄道 海の京都満喫トレベリン（前編）                                                                 | 松井佐祐里                                           | 「丹後あかまつ号」アテンダント                             | 特急「たんごリレー」1号、観光列車「丹後あかまつ号」「丹後あおまつ号」に乗車し、西舞鶴運転所にて「丹後くろまつ号」を見学 ほか福知山駅、西舞鶴駅、丹後由良駅と由良川橋梁を探訪した |
| 215    | 2024年11月 2日 | 京都丹後鉄道 海の京都満喫トレベリン（後編）                                                                 | 松井佐祐里                                           | 家城総明                                                   | 京都丹後鉄道に乗車。丹後由良駅、宮津駅、宮津カレー焼きそばのお店、天橋立展望台、夕日ヶ浦木津温泉駅、豊岡駅を探訪 京都丹後鉄道「宮福線」「宮舞線」「宮豊線」を完乗した |
| 216    | 2024年11月 9日 | 僕の私のてつおとセレクション                                                                                | 響丈                                                 | -                                                          | 瀧野に代わり響丈がMCを務めた。京王電鉄で駅員、車掌、運転士を経験した響が京王電鉄のてつおとをセレクト。鉄道マンの仕事やエピソードをスタジオで語った |
| 217    | 2024年11月16日 | 秋の釧網本線 絶景のんびりトレベリン（前編）                                                                 | 堀若菜                                               | -                                                          | 「しれとこ摩周号」に乗車。東釧路駅、細岡駅、標茶駅、摩周駅、川湯温泉駅を探訪し足湯を堪能した |
| 218    | 2024年11月23日 | 秋の釧網本線 絶景のんびりトレベリン（後編）                                                                 | 堀若菜                                               | 藤江良一                                                   | 釧網本線に乗車。川湯温泉駅、知床斜里駅、原生花園駅、北浜駅、網走駅を探訪した |
| 219    | 2024年11月30日 | JR小海線 スタートレイントレベリン（前編）                                                                   | 瀧野由美子                                           | 「HIGH RAIL 星空号」アテンダント                           | 瀧野に代わり豊岡真澄がMCを務め、瀧野はトレベラーとして出演 小淵沢駅から野辺山駅までキハE200形に乗車し、日本の普通の鉄道で一番標高の高い駅を探訪。小淵沢駅に戻り、観光列車「HIGH RAIL 星空」号に乗車した |
| 220    | 2024年12月14日 | 今日は12月14日だから SLの音で盛り上がっちゃおうスペシャル                                                   | 岸本南奈、響丈                                       | 香月良太                                                   | 生放送回。日本のSL最後の日（1975年12月14日）に同日に際し、SLにまつわる生中継を繋いだ 岸本が伊予鉄道の坊ちゃん列車に乗車し車内からリポート、響が鉄道博物館よりC57-135号機と「さよなら運転」の様子について学芸員の方に話を聞いた |
| 221    | 2024年12月21日 | JR小海線 スタートレイントレベリン（後編）                                                                   | 瀧野由美子                                           | -                                                          | 同年12月7日の放送予定回を放送。豊岡真澄がMCを務め、瀧野はトレベラーとして出演。エンディングはMC3人が揃って放送した 小淵沢駅から小諸駅まで夜の「HIGH RAIL星空」号に乗車し、車内の様子や特製弁当をリポート。野辺山駅前で開催された「星空観察会」に参加した |
| 222    | 2024年12月21日 | 豊鉄市内線「おでんしゃ」で トレベラー和気あいあいトレベリン                                                 | 徳永ゆうき 杉浦哲郎・タックイン三根                  | 鈴木祥子                                                   | 朝の放送と同日2本立てで16:05-16:50に放送された 徳永が（豊橋）駅前停留場、市役所前停留場近くの歩道橋、井原停留場、赤岩口車両区を探訪 その後杉浦、三根と共に豊橋鉄道市内線「おでんしゃ」に乗車。車内でおでんを地元の味噌で堪能しながら2024年を振り返った |
| 223    | 2024年12月30日 | ゆく鉄くる鉄 鉄道ラブラブアナウンサー大集合！ 鉄道ニュース 列島リレー号                                     | 響丈 山本志保                                        | 堀若菜、原田裕和 伊藤雄彦、宮崎浩輔 糸井羊司               | 月曜の20・21時台に2時間の年末特番を生放送。鉄道が好きなアナウンサーやキャスターから寄せられた地元の鉄道の話題を「ゆく鉄ニュース」「くる鉄ニュース」として放送 響が豊洲駅、辰巳駅から生中継し、山本が伊豆箱根鉄道大雄山線の五百羅漢駅をリポートしスタジオ出演した |

### 2025年
|     | 放送日        | トレベリン                                                        | トレベラー           | 他出演者             | 備考 |
| --- | ------------- | ----------------------------------------------------------------- | -------------------- | -------------------- | --- |
| 224 | 2025年1月11日 | 藤富郷さんのひと駅散歩 紀州鉄道にひと駅ずつ乗って降りてトレベリン | 藤富郷               | 今井悠               | 生放送回。藤富が紀州鉄道に乗車。御坊駅、学門駅、紀伊御坊駅、ほんまち広場603、市役所前駅、西御坊駅を探訪した |
| 225 | 2025年1月18日 | ほぼ毎日走ってるけど乗れない列車 クリーンかわさき号をトレベリン   | 吉川正弘             | 池田直隆             | 川崎市役所、梶ヶ谷貨物ターミナル駅を探訪し、川崎貨物駅まで「クリーンかわさき号」に乗車した |
| 226 | 2025年1月25日 | サロンカーに乗って 客車の音を満喫しちゃおうトレベリン（前編）     | 野月貴弘             | -                    | 大阪駅から鳥取駅まで「サロンカー白兎」号（サロンカーなにわ）に乗車しリポートした 過去の客車列車のトレベリンより、津軽鉄道ストーブ列車の音、秩父鉄道SLパレオエクスプレスの音を放送した |
| 227 | 2025年2月1日  | サロンカーに乗って 客車の音を満喫しちゃおうトレベリン（後編）     | 野月貴弘             | 保田一成             | 保田と共にJR因美線の新袋川を渡る鉄橋を探訪し、「スーパーはくと」1号、若桜鉄道「昭和号」、特急「スーパーいなば」3号の通過の様子をリポート 鳥取駅から大阪駅まで「サロンカー白兎」号に乗車。停車駅の和田山駅では特急「こうのとり」通過の様子をリポートした 過去の客車列車のトレベリンより、SL人吉の音、大井川鐵道井川線の音を放送した |
| 228 | 2025年2月8日  | 山陽新幹線全線開業50周年トレベリン（前編）                        | 徳永ゆうき・豊岡真澄 | -                    | 新大阪駅から博多駅まで「『こだま』号のみに乗車」し「あまり降りたことない駅に降りてみる」トレベリン 新大阪駅から700系レールスターの個室に乗車し相生駅、岡山駅、新尾道駅、高梁川橋りょうを探訪 沿線の様子や 「山陽新幹線 全線開業50周年」を記念した駅弁をリポートした                                                                |
| 229 | 2025年2月15日 | 山陽新幹線全線開業50周年トレベリン（後編）                        | 徳永ゆうき・豊岡真澄 | -                    | 新尾道駅から博多駅まで500系新幹線（ハローキティ、オリジナルカラー）と700系レールスターに乗車し、東広島駅、厚狭駅を探訪 車内の様子をリポートし、てつおとの思い出を語った。徳永が事前に新関門トンネルの出入口付近を探訪した様子も放送された                                                                                          |
| 230 | 2025年2月22日 | 鉄道時刻表100周年スペシャル 時刻表はおもしろい！                  | -                    | 梶原美礼、市川隆裕   | JTB時刻表、交通新聞社より時刻表のプロフェッショナルに過去〜現在の時刻表について話を聞いた |
| 231 | 2025年3月1日  | 沖縄で思い出づくりトレベリン（前編）                              | 土屋・瀧野・野月     | 瑞慶覧壮律、喜納大作 | MC3人で沖縄をトレベリン 那覇空港駅（日本最西端の駅）からゆいレールに乗車し、赤嶺駅（日本最南端の駅）、ゆいレール車両基地、旭橋駅、那覇バスターミナルを探訪した |
| 232 | 2025年3月8日  | 沖縄で思い出づくりトレベリン（後編）                              | 土屋・瀧野・野月     | 喜納大作、上原利恵子 | 軽便与那原駅舎展示資料館、あがりはま市場、旭橋駅、首里駅、儀保駅周辺を探訪し、てだこ浦西駅までゆいレールを完乗した |
| 233 | 2025年3月15日 | てつおとラストラン 全国ダイヤ改正スペシャル【最終回】             | 響丈                 | 徳永ゆうき、豊岡真澄 | 生放送回。響がダイヤ改正により同日から日本最東端の駅となった根室駅から生中継し、下り一番列車が根室駅到着の瞬間をリポートした 前日の東根室駅の最終列車出発の様子、ダイヤ改正当日根室駅発の一番列車が東根室駅を通過する様子も放送された 番組準レギュラーを務めた徳永と豊岡がコメント出演し、てつおとの思い出を語った                 |

## コーナー

### 貴重なてつおと発掘隊
NHKのアーカイブスをはじめ日本全国で眠っている昔の貴重な鉄音を掘り起こして紹介し、番組独自のアーカイブスを作っていくコーナー。
アーカイブを紹介する隊長が生登場の週は生放送、そうでない場合は収録放送。
2020年8月31日から、それまで時折行われ好評を得ていた「おかわり解説」が定番となった。一度音源を放送し解説した後、二度目は「おかわり解説」として、音源に重ねて野月の緻密な分析を交えて放送している。
2021年2月1日には「第1回 謎解きてつおと発掘隊」を放送。録音時の情報が詳しく残っていない音源を放送し、いつごろどんな状況で録音されたかを音から推理。リスナーもスイラーとして謎解きに参加し、翌週2月8日に「謎解きてつおと発掘隊 解答編」を放送した。
同年11月5日には、特別企画「リスナーてつおと発掘隊」として、10月30日に大分県玖珠町で行われた公開収録の際にリスナーから寄せられた42年前の貴重なてつおとを放送した。
2024年6月8日には「第2回 謎解きてつおと発掘隊」を放送。ゲストの西村和彦がセレクトした録音時の詳細情報が不明な音源を聴きながら推理を展開した。翌々週6月21日に「謎解き発掘隊 推理発表会と追加オーダー」としてリスナーから寄せられた推理を放送した。
コーナーの最後を野月お得意のエアトレイン（鉄道の音を声で忠実に再現）で締めくくっている。
- 初代隊長は土屋礼央（2019年10月5日 - 2020年3月17日）
- 2代目隊長は野月貴弘（2020年3月30日 - 2025年3月15日）

| 放送日                     | 内容 | 録音時期                                                                                |        |        |        |        |
| 2019年                     | 2019年 | 2019年                                                                                  | 2019年 | 2019年 | 2019年 | 2019年 |
| -------------------------- | --- | --------------------------------------------------------------------------------------- | ------ | ------ | ------ | ------ |
| 2019年10月5日              | 狩勝峠をSLが引く貨物列車が一番後ろにもう1両SLの補機を付けて 後ろからも押してプッシュプルで登る音                                  | 1966年9月                                                                               |        |        |        |        |
| 2019年10月19日             | 飯田線の旧型国電の音 長篠城駅から本長篠駅へ向かう下り列車クモハ43009の車内の音                                                    | 1968年5月31日                                                                           |        |        |        |        |
| 2019年10月26日             | 大阪府吹田操車場の音 | 1967年                                                                                  |        |        |        |        |
| 2019年11月2日              | JR九州の観光列車、SL「あそBOY」が豊肥本線と南阿蘇鉄道が 接続する立野駅でスイッチバックするときの音                                | 2005年以前                                                                              |        |        |        |        |
| 2019年11月9日              | 今はなき名鉄岐阜市内線の音 | 2005年以前                                                                              |        |        |        |        |
| 2019年11月30日             | 国鉄153系・準急「東海」2号東京行きの車内音                                                                                        | 1962年                                                                                  |        |        |        |        |
| 2019年12月7日              | 青森行き寝台特急「ゆうづる」11号の青森県野辺地駅の音                                                                              | 1981年                                                                                  |        |        |        |        |
| 2019年12月14日             | 碓氷峠のアプト式区間を走るED42形の音                                                                                              | 1960年前後                                                                              |        |        |        |        |
| 2019年12月28日             | 初代0系新幹線が出来上がる前のテスト用の1000系の音                                                                                 | 1964年以前                                                                              |        |        |        |        |
| 2020年                     | |                                                                                         |        |        |        |        |
| 2020年1月11日              | 大社線大社駅の音 大阪市電が廃止になった日の最終電車の音                                                                           | 1990年の少し前くらい 1969年3月31日                                                      |        |        |        |        |
| 2020年2月1日               | 新潟県糸魚川機関区の音 | 1967年                                                                                  |        |        |        |        |
| 2020年2月8日               | 三重県柘植駅でSLとDLがプッシュプルで牽引する貨物列車の音 大井川鐵道のプッシュプル（きかんしゃトーマスとジェームスによる運転）     | 1972年                                                                                  |        |        |        |        |
| 2020年2月15日              | 青函連絡船が運航していた頃の特急「北斗」2号の車内の音                                                                             | 1988年1月                                                                               |        |        |        |        |
| 2020年2月22日              | 東海道新幹線開業前の熱海駅の音 | 1959年9月 - 1960年6月あたり                                                             |        |        |        |        |
| 2020年2月29日              | 上毛電鉄の城東駅を走る吊り掛け電車の音                                                                                            | 1994年4月 - 2000年10月の間                                                              |        |        |        |        |
| 2020年3月7日               | 旧：成田空港駅（現在の東成田駅）で収録した「スカイライナー」の出発の様子 旧：成田空港駅の音                                       | 1985年12月 1988年7月                                                                    |        |        |        |        |
| 2020年3月17日              | デハ101の起動音 新幹線改札の音、L特急の車内アナウンス音                                                                           | 1928年製列車                                                                            |        |        |        |        |
| 2020年4月6日               | 寝台特急「はやぶさ」号の車内の様子の音                                                                                            | 1982年5月6日                                                                            |        |        |        |        |
| 2020年6月1日               | 上野駅（国鉄）の構内アナウンス | 1981年6月                                                                               |        |        |        |        |
| 2020年6月8日               | キハ181系「まつかぜ」の音と「あさしお」の音                                                                                       | 1985年7月                                                                               |        |        |        |        |
| 2020年6月15日              | 大井川鐵道のSL列車が駅に来る音 SLの運転室の中の音                                                                                 | 1979年 1981年                                                                           |        |        |        |        |
| 2020年6月22日              | 北海道新幹線の試運転列車が青函トンネルを走行する音                                                                                | 2014年12月 - 2016年3月の間                                                              |        |        |        |        |
| 2020年6月29日              | 高知駅を発着する急行「あしずり」2号の音                                                                                           | 1970年代あたり                                                                          |        |        |        |        |
| 2020年7月6日               | 新幹線食堂車の厨房前の音 | 1987年12月1日                                                                           |        |        |        |        |
| 2020年7月13日              | 東京駅で録音した「さざなみ」号「わかしお」号の音                                                                                  | 1991年9月2日                                                                            |        |        |        |        |
| 2020年7月20日              | 宇都宮付近を走る郵便車の音 | 1972年 - 1986年の間                                                                     |        |        |        |        |
| 2020年8月3日               | 小田原駅の改札の音と「ロマンスカー」の通過音                                                                                      | 1981年                                                                                  |        |        |        |        |
| 2020年8月24日              | 上野駅で発車待ちをしている夜行寝台特急「ゆうづる」号の音                                                                          | 1979年                                                                                  |        |        |        |        |
| 2020年8月31日              | 高千穂線（国鉄）の車内の音 | 1986年                                                                                  |        |        |        |        |
| 2020年9月7日               | 山手線の通勤ラッシュの音（田端駅に到着する車内の音 / 上野駅手前の車内の音）                                                       | 1971年                                                                                  |        |        |        |        |
| 2020年9月28日              | 大船駅（国鉄）の音 | 1961年                                                                                  |        |        |        |        |
| 2020年10月5日              | 大阪万博の会場内を走っていたモノレールの音                                                                                        | 1970年                                                                                  |        |        |        |        |
| 2020年10月19日             | 日比谷線（営団） 神谷町駅 - 霞ケ関駅間の音                                                                                        | 1987年8月                                                                               |        |        |        |        |
| 2020年10月26日             | 銀座線（営団）の上野検車区の音 | 1986年頃                                                                                |        |        |        |        |
| 2020年11月2日              | 函館市電のササラ電車の音 | 1989年頃                                                                                |        |        |        |        |
| 2020年11月9日              | JR千葉駅の音 | 1989年                                                                                  |        |        |        |        |
| 2020年11月16日             | 上野駅を出発する急行「おいらせ」号の音                                                                                            | 1956年 - 1963年の間                                                                     |        |        |        |        |
| 2020年11月23日             | つくば科学万博で走ったリニアモーターカーの音                                                                                      | 1985年                                                                                  |        |        |        |        |
| 2020年11月30日             | 山形駅で録音された急行「おが」1号の音                                                                                             | 1976年                                                                                  |        |        |        |        |
| 2020年12月7日              | 鶴見線（国鉄）車内の音、浅野駅での列車発着の音                                                                                    | 1979年2月                                                                               |        |        |        |        |
| 2020年12月14日             | 都電27系統（都電荒川線）の音 | 1960年代                                                                                |        |        |        |        |
| 2020年12月21日             | 阪急電車 西宮北口駅のダイヤモンドクロスの音                                                                                       | 1982年7月                                                                               |        |        |        |        |
| 2021年                     | |                                                                                         |        |        |        |        |
| 2021年1月18日              | 地下鉄銀座線 渋谷駅-表参道駅間の車内の音                                                                                          | 1984年                                                                                  |        |        |        |        |
| 2021年1月25日              | 今はなき十和田観光電鉄線の音 | 1981年                                                                                  |        |        |        |        |
| 2021年2月1日 2021年2月8日  | 国鉄七尾線 輪島駅の音 東武鉄道 北千住駅の音 上野駅 急行「信州」4号の音                                                            | 1970年8月 - 1972年3月の間 1946年 - 1962年5月31日の間 1972年12月23日 - 1973年3月10日の間 |        |        |        |        |
| 2021年2月15日              | 東京行き 急行「安芸」号が尾道駅を出発する音                                                                                       | 1950年代末期 - 1960年代中頃                                                             |        |        |        |        |
| 2021年3月15日              | 上野駅を出発する寝台特急「あけぼの」1号の音                                                                                       | 1988年2月                                                                               |        |        |        |        |
| 2021年4月30日              | 国鉄青森駅構内の音 | 1977年12月1日                                                                           |        |        |        |        |
| 2021年5月7日               | 準急「しろがね」2号 富山駅の音 | 1962年 - 1965年頃                                                                       |        |        |        |        |
| 2021年5月21日              | 特急「まつかぜ」が山陰本線 余部橋梁を渡る音 寝台特急「出雲」が余部橋梁を通過する音                                                | 1985年 2006年                                                                           |        |        |        |        |
| 2021年6月11日              | 身延線を走る旧型国電の車内の音 | 1971年                                                                                  |        |        |        |        |
| 2021年6月25日              | 玉電の車内の音、山下駅近くの踏切で録音した音                                                                                      | 1962年                                                                                  |        |        |        |        |
| 2021年7月9日               | 上野駅（国鉄）を出発する急行「いわて」号の音                                                                                      | 1960年                                                                                  |        |        |        |        |
| 2021年7月16日              | 小樽築港機関区の音 | 1970年                                                                                  |        |        |        |        |
| 2021年9月10日              | 阪神電車の音 | 年代不明                                                                                |        |        |        |        |
| 2021年9月17日              | 京都市電堀川線の音 | 年代不明（1961年以前）                                                                  |        |        |        |        |
| 2021年10月22日             | 東京駅を出発する夜行急行「彗星」の音                                                                                              | 1958年11月1日 - 1961年9月30日の間                                                       |        |        |        |        |
| 2021年11月5日              | 久大本線 豊後森発大分行き普通列車車内で収録した音                                                                                 | 1979年3月                                                                               |        |        |        |        |
| 2021年11月26日             | 西武鉄道レッドアロー「むさし」9号 西武秩父行きの車内の音                                                                          | 1979年8月                                                                               |        |        |        |        |
| 2021年12月17日             | 夕張鉄道の石炭貨物列車の音 | 1970年                                                                                  |        |        |        |        |
| 2022年                     | |                                                                                         |        |        |        |        |
| 2022年1月1日               | 小田急小田原線 登戸駅付近の多摩川鉄橋を渡る音（NHKのアーカイブスの中で最古の鉄音）                                                | 1937年12月16日                                                                          |        |        |        |        |
| 2022年1月14日              | 箱根登山鉄道 モハ1形の音 | 1988年                                                                                  |        |        |        |        |
| 2022年2月4日               | 東北本線 奥中山峠越え 上り勾配D51三重連の音                                                                                       | 1966年7月10日                                                                           |        |        |        |        |
| 2022年2月25日              | 西武池袋線を走る電車の車内の音 | 1988年                                                                                  |        |        |        |        |
| 2022年4月16日              | 京王線快速京王八王子行き 地上駅時代の調布駅出発と東府中駅到着の音                                                                 | 1992年5月                                                                               |        |        |        |        |
| 2022年5月7日               | 近鉄特急の車内の音 | 1964年2月1日 - 1965年3月31日の間                                                        |        |        |        |        |
| 2022年6月25日              | 国鉄小海線 中込機関区でのSL入換作業の音                                                                                           | 1970年前後                                                                              |        |        |        |        |
| 2022年7月16日              | 特急「はつかり」5号が大宮駅を出発する音                                                                                           | 1982年10月10日                                                                          |        |        |        |        |
| 2022年7月23日              | 東北新幹線の車内の音（ビュッフェ車の案内と新花巻駅到着時のふるさとチャイムの音）                                                  | 1985年 - 1991年の間                                                                     |        |        |        |        |
| 2022年10月1日              | 新宿駅での改札鋏で切符を切る音 上野駅での特急「ひばり」9号の発車アナウンス                                                        | 1979年 1977年                                                                           |        |        |        |        |
| 2022年10月8日              | 手宮操車場で録音された蒸気機関車の運転室内の音                                                                                    | 1970年                                                                                  |        |        |        |        |
| 2022年10月29日             | 野月が初めて時速500キロで走行するリニア中央新幹線を目撃した瞬間の音 野月が時速500キロで走行するリニア中央新幹線に乗車した車内の音 | 2019年12月28日 2020年11月23日                                                           |        |        |        |        |
| 2022年12月3日              | 碓氷峠を越えるアプト式電気機関車ED42形三重連の音                                                                                  | 1960年前後                                                                              |        |        |        |        |
| 2022年12月24日             | いすみ鉄道「レストラン・キハ」の音                                                                                                | 2020年10月4日                                                                           |        |        |        |        |
| 2023年                     | |                                                                                         |        |        |        |        |
| 2023年1月14日              | 小樽駅を出発するSL急行「ニセコ」号の音                                                                                            | 1971年6月下旬 - 1971年8月6日の間                                                        |        |        |        |        |
| 2023年2月4日               | 秋田駅を出発する寝台特急「日本海」3号の音                                                                                         | 1988年2月1日                                                                            |        |        |        |        |
| 2023年5月6日               | 国鉄小海線 客車列車の音 | 1970年                                                                                  |        |        |        |        |
| 2023年6月17日              | 583系寝台特急「ゆうづる」5号が上野駅を出発する音 盛岡駅に着く前の寝台特急「ゆうづる」おはよう放送の音                             | 1979年11月 1979年以前の7月30日                                                          |        |        |        |        |
| 2023年6月24日              | 寝台特急ブルートレイン「さくら・はやぶさ」の関門トンネル通過の音                                                                  | 2000年                                                                                  |        |        |        |        |
| 2023年7月15日              | 北海道ちほく高原鉄道ふるさと銀河線の音                                                                                            | 1989年 - 2006年の間                                                                     |        |        |        |        |
| 2023年9月16日              | 東海道・山陽新幹線の食堂車の音 | 1987年                                                                                  |        |        |        |        |
| 2023年10月28日             | 急行「千秋」1号 秋田駅到着の音 | 1976年                                                                                  |        |        |        |        |
| 2023年12月16日             | 高松港を出港する宇高連絡船の音 | 年代不明（1991年以前）                                                                  |        |        |        |        |
| 2024年                     | |                                                                                         |        |        |        |        |
| 2024年1月6日               | 東京駅を出発する夜行急行「彗星」号の音                                                                                            | 年代不明（1956年、1958年 - 1961年の間）                                                 |        |        |        |        |
| 2024年6月8日 2024年6月22日 | 営団千代田線6000系の音 車庫で録音した筑波鉄道の音 長万部駅で録音した特急北斗号の音 小樽駅で録音した急行ニセコ号の音               | 1972年10月20日-1978年3月30日 1982年 1986年11月1日-1988年11月2日 1971年7月1日 - 9月15日  |        |        |        |        |
| 2024年6月22日              | 京都市電堀川線の音 | 1961年以前                                                                              |        |        |        |        |
| 2024年 7月 6日             | 近鉄内部線・八王子線の音 | 1982年12月11日                                                                          |        |        |        |        |
| 2024年 9月28日             | テスト走行で時速256kmを達成した当時のNHKニュースの音                                                                              | 1963年3月30日                                                                           |        |        |        |        |
| 2024年12月14日             | C57-135号機の引退前の力走 | 1975年11月                                                                              |        |        |        |        |
| 2025年                     | |                                                                                         |        |        |        |        |
| 2025年 2月 8日             | 山陽新幹線新大阪-岡山間が開業した時の岡山駅での出発式の様子と 発車していく一番列車の音                                            | 1972年3月15日                                                                           |        |        |        |        |
| 2025年 2月22日             | 佐賀駅12:03発 特急「かもめ」京都行きの音                                                                                          | 1969年2月                                                                               |        |        |        |        |

### 僕の私のてつおとセレクション
2021年2月8日から始まったコーナー。鉄道好きの芸能人・著名人や鉄道マン、NHKアナウンサーが担当運転士となり、「これはどうしても聴いてほしい」究極の鉄音をセレクト。音に対するこだわりも合わせて紹介する。リレー形式で次の運転士に接続していく。
|        | 放送日         | 担当運転士        | てつおとセレクト | 備考 |        |        |
| 2021年 | 2021年         | 2021年            | 2021年 | 2021年 | 2021年 | 2021年 |
| ------ | -------------- | ----------------- | --- | --- | ------ | ------ |
| 1      | 2021年2月8日   | 徳永ゆうき        | 大阪メトロ谷町線を走る22系の音（東梅田駅） 阪神なんば線が淀川鉄橋を渡る車内からの音 | 舞台公演の合間の鉄活を紹介 |        |        |
| 2      | 2021年2月15日  | 瀧野由美子        | 新幹線が近づいてきた時に聞こえる音 SL「やまぐち」号が出発する時の汽笛の音 | 大好きな車両ベスト3を発表 |        |        |
| 3      | 2021年2月22日  | 上野耕平 市川紗椰 | 名鉄1800系の音（上野） 西武20000系の停車時の音（市川） 大阪メトロ長堀鶴見緑地線のホームの音（市川） | 鉄音とサックスのコラボ実験 営団6000系のチョッパ制御の音とサックスのコラボ音を放送 |        |        |
| 4      | 2021年3月1日   | 福原稔浩          | 引退前日2月11日、近鉄名古屋駅に入線する9:10発鳥羽行きの音 引退前日2月11日、近鉄名古屋駅〜鳥羽行きの車内の音 2月12日ラストラン、橿原神宮前駅23:21発大和西大寺行きの車内の音                                  | 12200系特急「スナックカー」の音を惜別の想いを込めたレポートと共に放送 |        |        |
| 5      | 2021年4月16日  | スギテツ          | 【スギテツの車内チャイム徹底検証】 車内アナウンスの時に流れる車内チャイムの音 | 鉄道と音楽の融合実験 生演奏を交えて車内チャイムについて検証した |        |        |
| 6      | 2021年5月21日  | 山登孝昭          | 南海高野線を走る観光列車「天空」の音 | 自ら運転席で収録した音に解説を付けた |        |        |
| 7      | 2021年6月4日   | 吉川正洋          | 小田急電鉄 新宿駅の分割急行入線の音（1992年録音） 3000形ロマンスカー（SE車）の通過音（1965年録音） 寝台特急の「おはよう放送」の音                                                                           | NHKのアーカイブスのリスト中から気になった鉄音をセレクトして放送。 2000年代に「新宿駅の師匠」と呼ばれていたJRの駅員さんの思い出を語り、 国鉄感のある特徴的なアナウンスのものまねを披露した                                     |        |        |
| 8      | 2021年6月11日  | 近田雄一          | 103系の音（JR奈良線・播但線聴き比べ）、大阪環状線323系の音 近郊形電車113系と舞鶴線車内の音、ドア開閉音の聴き比べ                                                                                            | 「関西のJRで昭和の国鉄型通勤車・近郊電車の音を楽しもう」というテーマで 大阪拠点放送局からリモートで繋いで自ら録音した音を放送                                                                                                 |        |        |
| 9      | 2021年7月2日   | 山本豊福          | JR東海道線（沼津行き）の音、元近鉄特急16000系の音 元南海電車21000系「ズームカー」の音、元東急電車7200系の音 EL急行「かわね路」号の音、大井川鐵道本社の音                                                    | 自ら録音した“SL以外”のとっておきの鉄音を紹介し、 最後にSL「きかんしゃトーマス」号が出発する時の音で締めくくった |        |        |
| 10     | 2021年9月24日  | 伊藤壮吾          | 東京メトロのホームアナウンスの音 東京メトロ半蔵門線に乗り入れていた東武鉄道30000系の車内放送の音 JR九州BEC819系「DENCHA」の音、YC1系気動車「シーサイドライナー」の音                                        | 自ら録音した東京メトロのいろいろな音と、番組が用意した音源から セレクトしたJR九州のおもしろい車両の音を、熱い語りと共に放送                                                                                                   |        |        |
| 11     | 2021年10月29日 | 石丸謙二郎        | 大井川鐵道大井川本線のSL「かわね路」号の音 箱根登山鉄道鉄道線の音、京阪電鉄岩清水八幡宮参道ケーブルの音 | 自ら録音した大井川鐵道の音を列車にまつわる思い出と共に紹介し、 番組が用意した音源からセレクトした『山カフェ』に合う鉄道の音を放送                                                                                             |        |        |
| 2022年 |                |                   | | |        |        |
| 12     | 2022年1月14日  | 岡安章介          | 元東急8000系だった伊豆急行8000系の音 元東京メトロ03系だった熊本電気鉄道03形の音 元地下鉄日比谷線乗り入れ用だった東武20000系改め東武20400型の音 広島電鉄3100形・一畑電車デハニ50形デハニ53号の吊り掛け駆動音 | これまで番組が収録した音の中から、「セカンドライフを楽しんでいる銀色電車まつり」 「日本全国吊り掛け電車まつり」の2つのテーマでセレクトした鉄音を放送 「JR高崎線の上野から高崎までの駅名を10秒間で言う」というギャグを披露した |        |        |
| 13     | 2022年3月4日   | オオゼキタク      | 北海道ちほく高原鉄道ふるさと銀河線の音、茨城交通水浜線の音 南部縦貫鉄道線の音（1981年録音）、筑波鉄道筑波線の音（1982年録音）                                                                               | 廃線跡巡りの旅の思い出と共に、その路線の現役時代の鉄音をNHKのアーカイブスから紹介。 鉄道や番組にまつわるエピソードも交えて放送した                                                                                            |        |        |
| 14     | 2022年11月19日 | 豊岡真澄          | 青函トンネル体験坑道駅にゴンドラで降りた音、小田急ロマンスカーVSEの音 東武特急「スペーシア」の音、SL大樹が下今市駅を発車する音 南阿蘇鉄道 トロッコ列車「ゆうすげ」号の音・長陽駅の久永操さんの歌声          | 「親子で楽しんでほしい鉄道旅」をテーマにセレクト 過去のトレベリンの音もセレクトし、思い出やエピソードを語った |        |        |
| 2024年 |                |                   | | |        |        |
| 15     | 2024年11月 9日 | 響丈              | 京王8000系の準特急・京王八王子行きの音（2009年） 京王新線で録音された響の車内アナウンス 百草園駅～高幡不動駅間で収録された響のアナウンス 響が車内自動放送のアナウンスを担当する函館市電の音                 | 京王電鉄で駅員、車掌、運転士を経験した響が京王電鉄のてつおとをセレクト 鉄道マンの仕事やエピソードをスタジオで語った |        |        |

### 過去のコーナー

#### 最新てつおとニュース
2020年4月6日から始まったコーナー。オープニングで久野知美が鉄道業界の最新ニュースを伝える。
2020年10月19日はコーナーを休止し、同日野月がトレベリンしてきた山梨リニア実験線の最新のてつおとを録って出しで放送した。
2021年7月23日から9月3日までの放送休止期間の後9月10日以降は放送されておらず、当日の放送にまつわる鉄音のオープニングでスタートしている。

#### 日本全国27000kmをつなごう!
2020年6月1日から始まったコーナー。当初は久野知美が全国の鉄道会社の方にリモートで繋ぎ、今の様子や新型コロナ感染拡大予防対策、今後についてインタビューしていた。
2020年8月3日以降コーナーを休止していたが、トレベリンの際にトレベラーがインタビューをする形式で再開。2020年10月19日に徳永ゆうきのインタビューで2ヶ月ぶりに放送された。
2020年12月21日の放送では、特別編として三ノ輪橋停留場の側に画廊を持つ鉄道写真家の中井精也に都電荒川線の魅力を聞いた。

## 特番
レギュラー放送開始前
- 2018年8月8日 「鉄旅・音旅 in Summer!〜音で楽しむ夏の鉄道旅〜 瀬戸大橋を渡って明治・大正時代にタイムスリップ」（20:05 - 20:55放送）

出演：土屋礼央、久野知美、響丈、六角精児
- 2018年8月9日 「鉄旅・音旅 in Summer!〜音で楽しむ夏の鉄道旅〜 みちのく夏音列車の旅」（20:05 - 20:55放送）

出演：土屋礼央、久野知美、南田裕介、豊岡真澄
- 2018年8月10日 「鉄旅・音旅 in Summer!〜音で楽しむ夏の鉄道旅〜 音鉄体感!蒸気機関車」（20:05 - 20:55放送）

出演：土屋礼央、久野知美、野月貴弘、響丈
- 2019年1月2日 「鉄旅・音旅 in Winter!〜音で楽しむ冬の鉄道旅〜 新年の鉄音はじめ!」（19:20 - 20:55放送）

出演：六角精児、久野知美、田中要次、伊藤桃、響丈
- 2019年1月3日 「鉄旅・音旅 in Winter!〜音で楽しむ冬の鉄道旅〜 心ポカポカ冬音列車!」（19:20 - 20:55放送）

出演：六角精児、久野知美、土屋礼央、徳永ゆうき、オオゼキタク
- 2019年8月13日「鉄旅・音旅 in Summer!〜音で楽しむ夏の鉄道旅〜」（20:05 - 21:55放送）

出演：土屋礼央、久野知美、中川家 礼二、徳永ゆうき
レギュラー放送開始後
- 2019年12月28日 「鉄旅・音旅 出発進行！〜音で楽しむ鉄道旅〜 年末SP N700S新幹線&蔵出し音」[290]（15:05 - 16:55放送）
- 2020年3月17日 「鉄旅・音旅 出発進行！〜音で楽しむ鉄道旅〜 ダイヤ改正&蔵出し鉄音SP」[291]（8:30 - 11:50放送）
- 2021年3月8日 「鉄旅・音旅 出発進行！〜音で楽しむ鉄道旅〜 東日本大震災10年特集 石油輸送1000キロ 前例なき緊急貨物列車を走らせた鉄道マンたち」[69][70]（20:05 - 21:55放送）
- 2022年1月1日 「鉄旅・音旅 出発進行！日本の鉄道150年新春鉄はじめ」[100][101]（9:05 - 11:50放送）[注 283]
- 2023年12月29日「鉄旅・音旅 出発進行！〜音で楽しむ鉄道旅〜 ゆく鉄くる鉄 鉄道ラブラブアナウンサー大集合！鉄道ニュース 列島リレー号」[193]（15:05 - 16:55放送）
- 2024年5月11日「鉄旅・音旅 出発進行！〜音で楽しむ鉄道旅〜 関西の鉄道開業150年スペシャル “過去”“現在”“未来”」[210]（10:05 - 11:50放送）
- 2024年10月14日「鉄旅・音旅 出発進行！〜音で楽しむ鉄道旅〜 鉄道の日だからバースデイスペシャル！ほぼほぼ3時間秋のスゴ〜いトレベリン大集合！」[236]（9:05 - 11:50放送）
- 2024年12月30日「鉄旅・音旅 出発進行！〜音で楽しむ鉄道旅〜 ゆく鉄くる鉄 鉄道ラブラブアナウンサー大集合！鉄道ニュース 列島リレー号」[250]（20:05 - 21:55放送）

レギュラー放送開始後
- 2025年5月6日「春の臨時便!鉄道100年物語」（14:05 - 15:55放送）出演：小田井涼平、瀧野由美子、野月貴弘、響丈、豊岡真澄、土屋礼央

## 公開収録
- 2021年10月30日に大分県玖珠町「くすまちメルサンホール」で初めての公開収録が行われた。公録の模様は2021年11月5日、11月19日に放送され[93][94]、公録の前日に収録されたMC3人での「ゆふいんの森」のトレベリンが12月10日に放送された[97]。
- 2022年6月4日に愛媛県宇和島市「宇和島市立南予文化会館」で公開収録が行われた[292]。公録の模様は2022年6月11日、6月18日に放送された[122][123]。

中止された公開収録
- 2020年4月25日に北海道新十津川町「新十津川町総合健康福祉センター ゆめりあ」で公開収録を予定していたが、新型コロナウイルス感染防止のため中止した[293]。
- 2020年6月27日に長崎県雲仙市「愛の夢未来センター」で公開収録を予定していたが、新型コロナウイルス感染防止のため中止した[294]。

## 番組に関係する出来事
- 2018年9月28日 NHK編成局長特賞を受賞した[295]。
- 2020年11月3日にNHK-FMで放送された特番『今日は一日“音の風景”三昧2020』内で、『音の風景』×『鉄旅・音旅 出発進行!〜音で楽しむ鉄道旅〜』のコラボコーナー[注 284]が放送された。
コラボコーナーには土屋、野月、市川紗椰[注 285]が出演し、土屋がコーナーMCを務めた[296]。
- 2021年1月16日にNHKラジオ第1で放送された『らじるセレクト』で、2020年9月14日放送の「時空を超えたブルートレイン「さくら」の旅」が再放送された[297]。土屋が本編前後の進行・解説を務めた。
- 2021年2月28日にNHKラジオ第1で放送された『ちきゅうラジオ』に久野が出演。『鉄旅・音旅 出発進行!〜音で楽しむ鉄道旅〜』とのコラボ企画として、現地で録音した音や鉄旅リポートを交えて「世界の鉄道女子旅のすすめ」を放送した。
- 2022年1月30日、好評につき同様のコラボ企画が実施され、『ちきゅうラジオ』に久野が再び出演した。
- 2021年10月11日・14日、NHKラジオ第1で放送されている『らじるラボ』内「おとラボ」のコーナーで、【鉄道の日】にちなんで『音の風景』×『鉄旅・音旅 出発進行!〜音で楽しむ鉄道旅〜』×『らじるラボ』のコラボ企画「てつおとの風景」が放送された。
10月11日は「SL・蒸気機関車」、14日は「駅」をテーマに、『音の風景』で過去に放送された「鉄道の音を取り上げた回」をセレクト。野月が紹介した[298][299][300]。
- 2021年12月20日・22日・23日、NHKラジオ第1で放送されている『らじるラボ』内「おとラボ」のコーナーで、『音の風景』×『鉄旅・音旅 出発進行!〜音で楽しむ鉄道旅〜』×『らじるラボ』のコラボ企画「てつおとの風景」が放送された。
「冬を感じるてつおとの風景」をテーマに、『音の風景』で過去に放送された「鉄道の音を取り上げた回」をセレクトし、野月が紹介した。
- 2022年3月5日にNHKラジオ第1で放送された『らじるセレクト』で、2022年1月7日放送のDMVのトレベリンの回が再放送された。土屋が本編前後の進行・解説を務めた。
- 2022年4月29日にNHKラジオ第1で放送された『らじるセレクト』で、2022年4月16日放送の高尾山に山登りしたトレベリン（後編）が再放送された。土屋が本編前後の進行・解説を務めた。
- 2022年10月5日、コンピレーションアルバム『鉄道150周年記念 鉄音博』（キングレコード）が発売。土屋が総監督、野月が音楽監督を務めており、瀧野も鉄道唱歌を歌っている。番組テーマ曲も収録されており、番組にゆかりのある面々が参加している。初代MCの久野が全体のトリを務める[301]。
- 2022年10月10日にNHKラジオ第1で放送された『NHKラジオ鉄道大博覧会』にMC3人が出演。過去のトレベリンの音源や、コーナー企画で「貴重なてつおと発掘隊」も放送された。
- 2022年12月29日、同年10月10日にNHKラジオ第1で放送された『NHKラジオ鉄道大博覧会』が、約11時間の生放送を約3時間に凝縮した『NHKラジオ鉄道大博覧会 総集編』として放送された。
- 2023年3月4日にNHK名古屋放送局内で行われた『夕刊 ゴジらじ』の公開収録に、同日放送回のトレベラーを務めた末永桜花が出演。イベント内で本放送が聴かれており、放送内で会場に向けて呼びかけが行われた[302]。
- 2024年2月17日にSKIPシティ 彩の国ビジュアルプラザで開催された「NHKさいたま放送局80周年記念 さいたま〜ずフェスin川口」内で行われた公開収録『ひるどき!さいたま〜ずスペシャル〜時代を超えた鉄道旅〜』に野月と瀧野が出演[303]、土屋はコメント出演した。公録の模様は同年2月28日・2月29日・3月1日にNHK-FM『ひるどき!さいたま〜ず』で放送された。
- 2024年5月10日にNHK総合テレビ関西エリアで放送された『ぐるっと関西おひるまえ』で、翌5月11日放送の特番「関西の鉄道開業150年スペシャル “過去”“現在”“未来”」の聴きどころが紹介された。スタジオゲストにトレベラーも務めた斉藤雪乃が出演し、MC3人のコメントが放送された[304]。